# A Magyar Királyság az első világháborúban

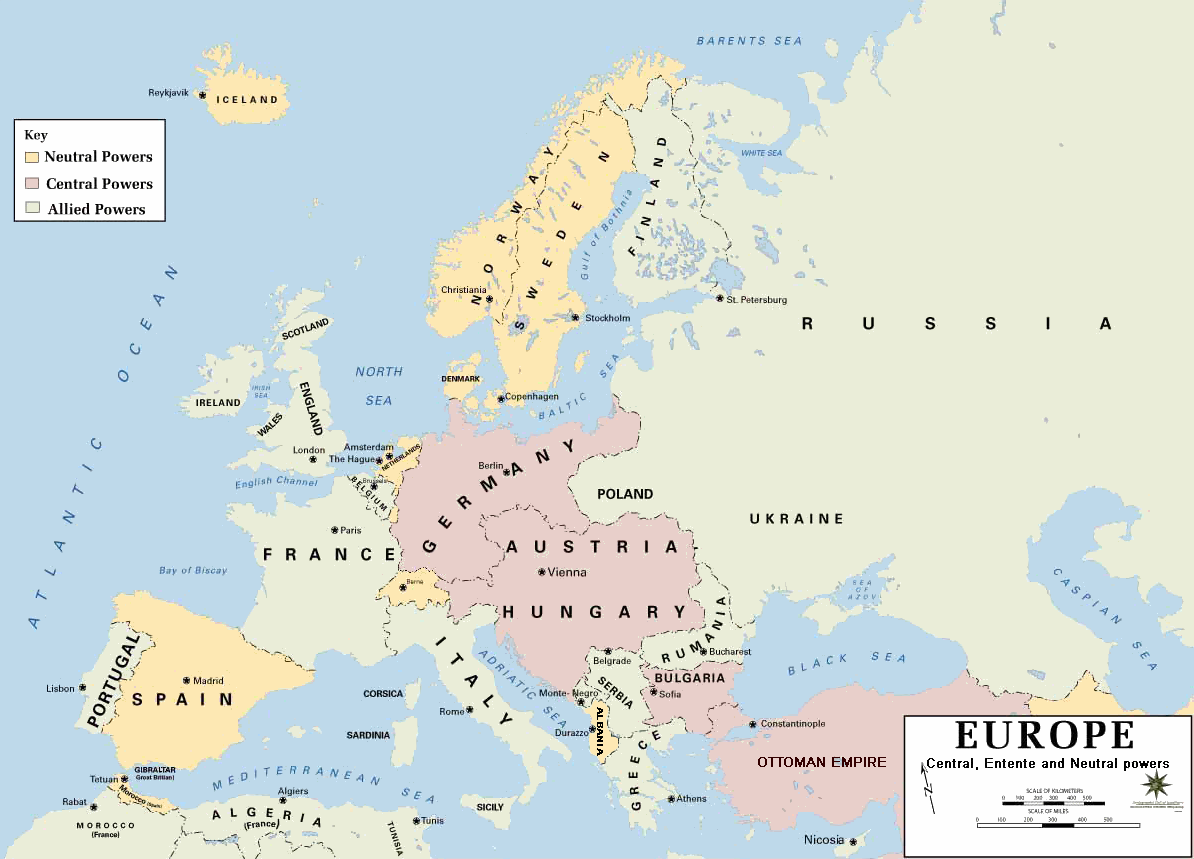
Európai hadi tömbök 1914-ben

A Magyar Királyság az első világháborúban a központi hatalmak oldalán és az Osztrák–Magyar Monarchia részeként vett részt, nem külügyeiben független hatalomként. Hadicélja az ország területi integritásának megőrzése volt, amit az Orosz Birodalom expanzív, törekvéseibe a Szerb Királyságot is bevonó pánszláv politikája veszélyeztetett. Az első világháború 1914-től 1918-ig tartó hadműveletei néhány alkalommal a történelmi Magyarország területét is érintették: az 1914–15-ös orosz betörések során, 1914 őszén egy rövid szerémségi szerb támadással, majd a román hadsereg 1916-os erdélyi betörésekor. Ezeket a magyar haderő szövetségesei segítségével sikeresen elhárította, és az ország integritását a háború végéig biztosította. Az antant országaihoz képest csekélyebb gazdasági potenciállal rendelkező, több fronton lekötött, nemzetiségi problémákkal terhelt, a háború során egyre inkább a Német Birodalom alá rendelődő kettős monarchia azonban az első világháború végére szétesett, átadva helyét több (önmagát nemzetállamnak minősítő, de heterogén összetételű) utódállamnak.
A front és a hátország összeomlása 1918 októberében következett be. Az osztrák–magyar küldöttség 1918. november 3-án írta alá a padovai fegyverszünetet, amely azonban nem tartalmazott Magyarországra vonatkozó katonai és területi rendelkezéseket. Magyarország Ausztriától való függetlenségét kihangsúlyozandó, az 1918 őszén létrejött polgári demokratikus kormány miniszterelnöke, Károlyi Mihály magyar részről külön fegyverszünetet kötött, az ország déli és keleti határait rögzítő belgrádi katonai konvenciót. Ennek folytán a szerbek, a románok, majd az egyezményben nem említett csehek Magyarország általuk megszállt részén bevezették a saját közigazgatásukat.
Mivel az Antant hatalmak jóindulatában bízó, pacifista Károlyi-kormány leszerelte, majd feloszlatta a frontokról rendezetten hazaszállított magyar hadosztályokat, az országba benyomuló viszonylag kis létszámú szerb, román és cseh kötelékek akadálytalanul foglalták el az ország újabb és újabb területeit. Ezen a Károlyi-kormányt felváltó, rövid életű kommün is képtelen volt változtatni. Magyarország teljes területét megszállták, és a román erők 1920-ban, a szerb csapatok pedig csak 1921-ben hagyták el a megcsonkított Magyarországot. A Párizs környéki békeszerződések (ezeken belül a Magyar Királyság számára súlyos feltételeket megfogalmazó trianoni diktátum) a második világháború kitöréséhez vezettek. Magyarország 1918–1920 közötti külpolitikai és védelmi lehetőségei és az egyes politikai erők felelőssége mindmáig közéleti- és történészviták tárgya.

## Magyar belpolitika a háború előtt

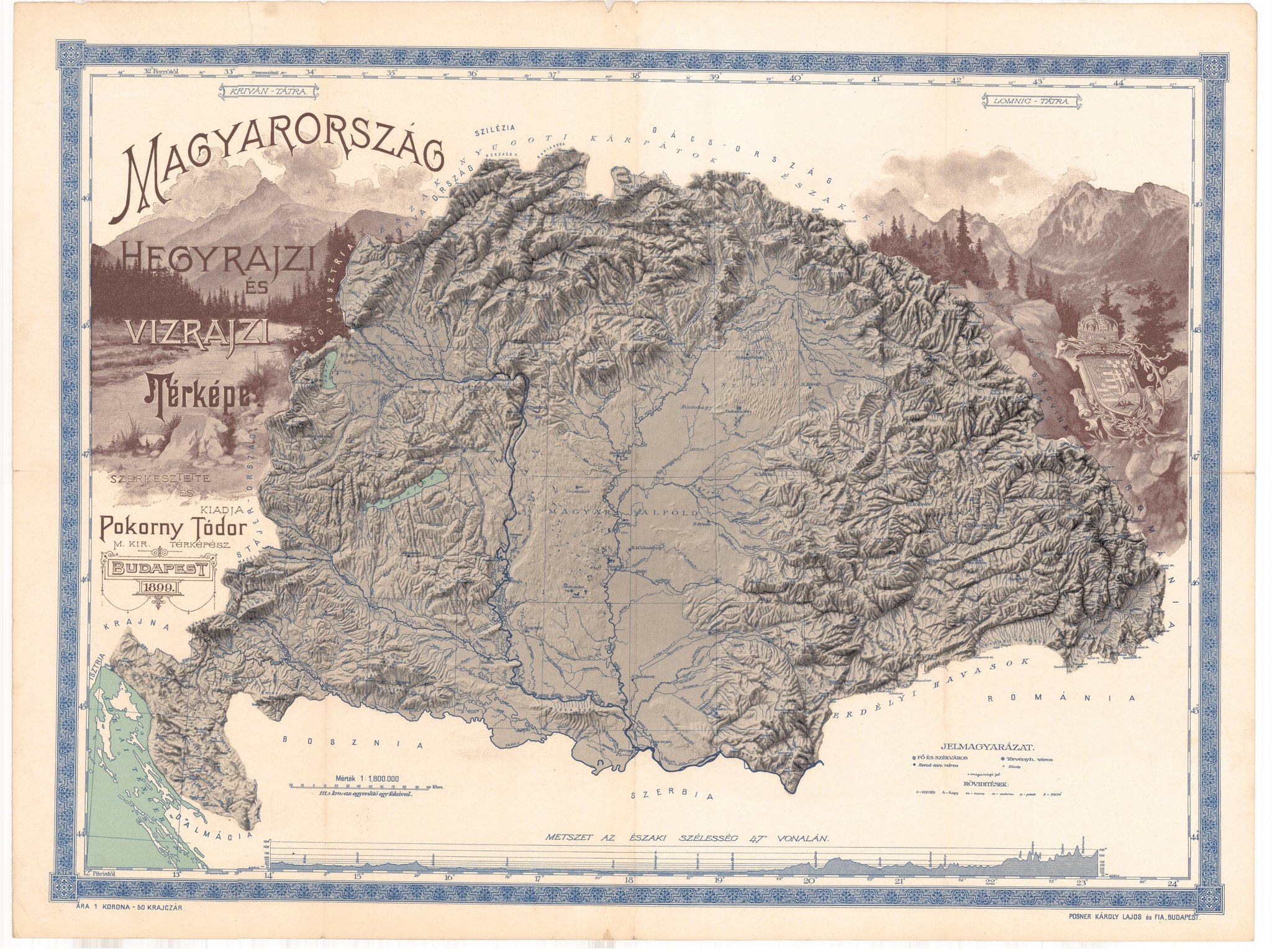
Magyarország hegy- és vízrajzi térképe. Mérték 1:1 800 000, Pokorny Tódor térképe 1898-ból

A dualizmus korára mindvégig a kiegyezés mellett álló, mindenkori 67-es kormánypárt választási győzelme volt jellemző, tehát nem jött létre a nyugat-európai értelemben vett politikai váltógazdálkodás, másrészt az alkotmányos, parlamentáris berendezkedésű országok közül Magyarországon volt ez egyik legalacsonyabb a politikai joggal bírók aránya (a lakosság 7%-ának volt szavazati joga). A közjogi vita mellett az 1900-as és az 1910-es években meghatározókká váltak egyfelől a Tisza István által fémjelzett liberális politikai osztály, másfelől a polgári radikálisok és szocialisták közötti ideológiai törésvonalak, melyek nemcsak választójogi és társadalompolitikai kérdésekről szóltak, hanem a tradicionalizmushoz való viszonyról is. Tisza elvetette az általános és egyenlő választójogot, ugyanakkor távol állt tőle az antiszemitizmus. A baloldal jelentőségének megnövekedése mellett a 19. század végétől jelentkeztek az újkonzervatív, agrárius, klerikális és antiszemita pártszerveződések is. A fenti politikai erők vitái és a nemzetiségi törekvések ellenére a Magyar Királyság belpolitikai szempontból szilárdabb volt, mint a vele perszonálunióban lévő Osztrák Császárság, ugyanakkor a demokratizálódás elmulasztása és az ellenzéki áramlatok integrálásának hiánya jelentősen hozzájárult ahhoz, hogy 1918–1919 kritikus éveiben ne jöhessen létre hatékony nemzeti összefogás.
1914-ben Tisza István miniszterelnök a háborúban való részvétel ellen szavazott, tartott ugyanis Oroszország Szerbia melletti kiállásától, továbbá a magyar–román határt sebezhetőnek tartotta. A hadüzenet után a korábbi álláspontját feladva Tisza mindvégig kitartott a háború végsőkig való folytatása mellett. 1917-re – szemben a háborút pártpolitikai különbség nélkül támogató irányzattal – négy politikai vonal alakult ki: az egyik a Tisza-féle Nemzeti Munkapárt álláspont volt, mely a háború folytatásához ragaszkodott. Andrássy Gyula és Apponyi Albert szintén háborúpártiak voltak, de mérsékelt (választójogi) reformokat is szorgalmaztak. A radikális ellenzék, élén a Justh Gyulát felváltó Károlyi Mihállyal – szövetségben a parlamenti képviselettel nem rendelkező szociáldemokratákkal és polgári radikálisokkal – komoly reformokat, földosztást, teljes körű választójogot és békekötést követelt. A negyedik áramlat a klerikális, antiliberális jobboldalé volt, melyet Prohászka Ottokár és Bangha Béla képviselt. A fenti politikai irányzatokkal szemben az 1910-es választási győzelemtől kezdve 1917-ig a magyar politikai életet Tisza István programja határozta meg.

## A Monarchia külpolitikai nehézségei

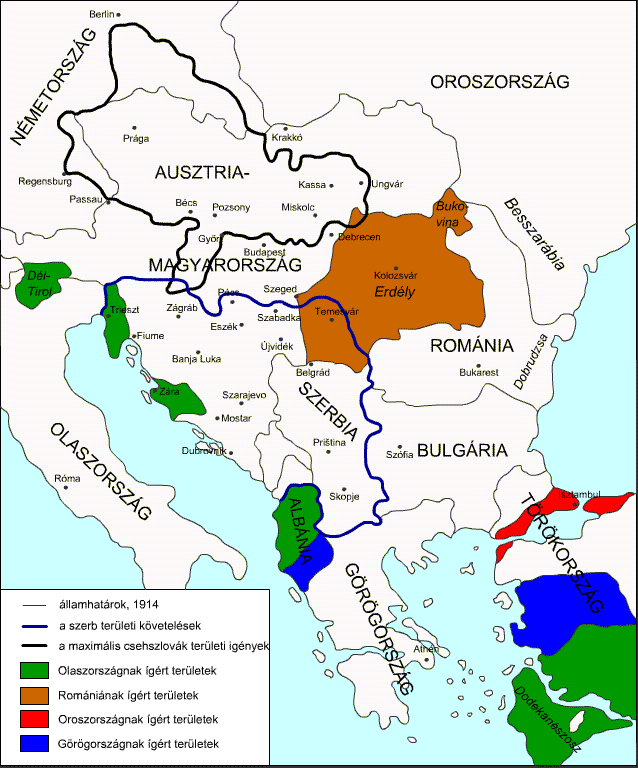
Az antant ígéretei és az antant szövetségeseinek területi követelései

Az Osztrák–Magyar Monarchiához tartozó területekre négy szomszédos állam tartott igényt: a cári Oroszország, Szerbia, Románia és Olaszország. Nehezítette a dolgot, hogy a politikai szempontból ellenségesnek számító (Olaszország és Románia esetében szövetségesből semlegessé, majd ellenségessé váló) államok kultúrdiplomáciájukat és tudományos életüket is a területi követelések szolgálatába állították.
Mivel a Távol-Keleten Japán, Közép-Ázsiában Nagy-Britannia állta útját, az orosz politika érdeklődése a világháború előestéjén újból Közép-Európa és a Balkán felé fordult. Az orosz hadicélok közé tartozott a Monarchia meggyengítése és a tengerszorosok megszerzése. A 19. századi magyar politikai és szellemi elit aggodalommal kísérte az orosz terjeszkedést és a pánszlávizmust, ezeket erősítette a ruszinok közötti orosz agitáció is. (Ebben nemcsak a magyarországi szláv lakosság átpolitizálódásának elutasítása látható, hanem a liberális magyar elitnek az autoriter berendezkedésű keleti nagyhatalomtól való félelme is.) Ugyanakkor az orosz–japán háborúban elszenvedett vereséget követően és saját belső problémái miatt 1908-ban, Bosznia-Hercegovina osztrák–magyar annektálása idején Oroszország nem tudott a Balkánon hatékonyan fellépni.
Az 1903-as politikai változások után orosz támogatást élvező Szerbia Bosznián kívül az Osztrák–Magyar Monarchia valamennyi délszláv-lakta területére igényt formált, ugyanakkor a szerb területi követelések Szegedet, Baranyát és a teljes Temesközt is magukban foglalták; utóbbi esetben Romániával, Dalmácia esetében Olaszországgal ütköztek az érdekeik. Bár némely vélekedés szerint 19. században kialakult illirizmus számított a Balkán-félsziget legveszélyesebb nemzeti radikalizmusának, a szerb területi igények nyugati tudományos körökben is támogatókra találtak.
Jóllehet Románia 1882-ben csatlakozott a hármasszövetséghez (ebben az orosz fennhatóság alatt álló Besszarábia megszerzésének vágya motiválta), mindvégig a tervei között szerepelt Erdély és Bukovina megszerzése, sőt a román területi expanzió végső célja a Tisza vonala volt. A román politika arra is építhetett, hogy a román haderő egyedüliként került ki veszteség nélkül a balkáni országok első világháború előtti összecsapásából. Ugyanakkor mind a román, mind az osztrák–magyar külpolitikát a visszafogottság jellemezte az első világháborút megelőző években.
Olaszország a 19. századi országegyesítés következő felvonásának tekintette az első világháborúban való részvételt. Az olasz területi igények Tirolra, Isztriára és a dalmát partvidékre vonatkoztak. A Franciaországgal való ellentéteket (Nizza és Savoya 1860-as átengedése óta álltak fenn) 1900 után sikerült rendezni, így megvoltak a feltételei Olaszország antanthoz való csatlakozásának. Emellett az 1911–1912-es olasz–török háború egyértelműen rámutatott arra, hogy a nyugati hatalmak által gyengének ítélt Olaszországtól nem áll távol a katonai megoldás.
A hanyatló és a Balkánról mindinkább kiszoruló Oszmán Birodalom a cári Oroszországot tekintette fő ellenségének, de a 20. század elején diplomáciai síkon szembekerült a Monarchiával. Az 1878 óta megszállt Bosznia-Hercegovina 1908-as osztrák–magyar annexiója tüntetésekhez, az osztrák és a magyar áruk bojkottjához vezetett, ami a Monarchia számára nem elhanyagolható kereskedelmi veszteséget okozott.
A Német Birodalom az első világháború során katonapolitikai szempontból aktívan támogatta a Monarchiát, összeomlását sok esetben német alakulatok akadályozták meg. Azonban német oldalról többen felvetették egy német dominanciájú Közép-Európa (Mitteleuropa) létrehozásának tervét, miközben Ausztriában létezett az alldeutsch mozgalom, amely Ausztria–Magyarország megszüntetését és egy egyértelműen német vezetésű birodalom létrehozását tervezte.

## Magyarország katonai potenciálja

A központi hatalmak elesettjeinek aránya

A négyéves háború ideje alatt a Monarchia területéről összesen 9 millió katonát szereltek fel, köztük 3,4 milliót Magyarország és Horvátország területéről. A 3,4 milliós embertömegből 530 ezer esett el a harctéren, 1,4 millió sebesült meg és több mint 830 ezer esett fogságba. A mozgósításokra jellemző, hogy az 1914-ben 12 000 fős magyar királyi csendőrség legnagyobb részét is a frontokra vezényelték. Az is szembetűnő, hogy Magyarország, azon belül is a magyar származású katonaság jóval nagyobb arányú veszteségeket szenvedett el, mint a Monarchia többi népe (hasonlóan magas halálozási ráta a Lajtán túli osztrákok között fordult elő). Ennek oka az lehetett, hogy a magyar és az osztrák katonák motiváltabbak, képzettebbek és megbízhatóbbak voltak, mint a szeparatizmusra hajló nemzetiségek. A Monarchia hadseregének etnikai és vallási megoszlása emellett még azzal magyarázható, hogy a mezőgazdasággal foglalkozó vidéki lakosságot nagyobb arányban mozgósították, mint a városiakat.

## A háború kirobbanása
Háború — az én korombeli magyar, mikor ezt a szót leírja, úgy írja le, mint ahogy azt írja le, hogy Új-Zéland. Tudja, hogy van, de mi köze hozzá? még sose volt ott. Utolsó igazi háborúja e monarchiának 1866-ban volt, a porosz–osztrák párviadal. Ebből az időből való a felelet, amit a katonaviselt ember adott a kérdésre, hogy hol sebesült meg: Königrécnél meg a hónom alatt! Ezekben az időkben csupa ilyen feleleteket adtak Magyarországon s csupa ilyen keserű anekdota járta a háborúról.

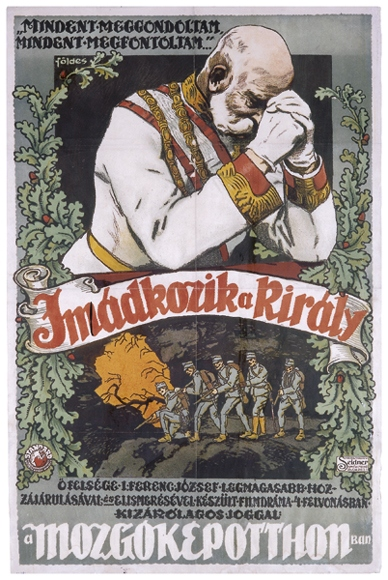
1914-es propagandaplakát

Jóllehet Conrad von Hötzendorf osztrák–magyar vezérkari főnök már 1906-ban megelőző csapást fontolgatott az 1903-as királygyilkosság óta orosz- és franciabarát politikát folytató Szerbia ellen, valamint a Monarchia ebben az évben kitiltotta területéről a szerb mezőgazdasági termékeket, 1914-ig nem került sor konfrontációra a két ország között.
1914. június 28-án Ferenc Ferdinánd trónörökös egy boszniai hadgyakorlat megtekintésére utazott Szarajevóba (mindez a szerbek érzékenységét sértette, mivel a rigómezei csata évfordulójára szervezték). A hadgyakorlattal a Monarchia demonstrálni kívánta az erejét a forrongó Balkánon. Délelőtt merényletet kíséreltek meg a trónörökös ellen, amit ő maga sértetlenül túlélt, de kíséretének egyik tagja megsebesült. Nem sokkal később Ferenc Ferdinánd útra kelt, hogy meglátogassa a kórházban a tisztet, ám útközben Gavrilo Princip, a Fekete Kéz nevű titkos szerb szervezet tagja pisztollyal agyonlőtte őt és feleségét.
Mivel a szálak a szerb titkosszolgálathoz vezettek, Bécsben és Budapesten egyaránt fellángoltak a szerbellenes indulatok, Ferenc József pedig II. Vilmos német császárnak jelezte, hogy kizárja a Szerbiával való békés megegyezést. Helmuth Johannes Ludwig von Moltke német vezérkari főnök kifejtette: az erőviszonyok most a legkedvezőbbek, 1914 után csak romlani fognak, mert Oroszország kibővíti vasútvonalait, mozgékonyabbá téve hadseregét. A Monarchia hadba lépését siettette, hogy a német vezetés ígéretet tett, miszerint a német haderő Franciaország gyors legyőzése (blitzkrieg) után, már 1914 szeptemberében Oroszország ellen fordul majd. A helyzet diplomáciai úton való megoldása nem sikerült, mivel Szerbia elutasította, hogy az osztrák–magyar hatóságok a területén nyomozzanak a merényletért felelősnek tartott nagyszerb mozgalom után. (A Fekete Kéz irányítóját, Dragutin Dimitrijević szerb vezérkari ezredest később a szerbek végezték ki, 1917-ben). A július 23-i ultimátumra adott „nem kielégítő” szerb válaszjegyzék miatt az osztrák–magyar követ elhagyta Belgrádot, ezt követte a részleges mozgósítás és a hadüzenet.
Egy hónappal a merénylet után, július 28-án – a Temes folyónál történt határincidenst követően – Bécs hadat üzent Szerbiának, és az osztrák–magyar csapatok megindultak délre. Néhány nappal később (augusztus 1-jén) Németország hadat üzent Oroszországnak, augusztus 3-án pedig Franciaországnak. Augusztus 5-én a Monarchia is hadat üzent Oroszországnak, 6-án Szerbia Németországnak. Augusztus 12-én Franciaország és Nagy-Britannia küldte el hadüzenetét a Monarchiának, augusztus 23-án pedig belépett a háborúba Japán. Törökország augusztus 3-án szövetséget kötött Németországgal, majd elzárta a Fekete-tengert a Boszporusznál és a Dardanelláknál (ténylegesen azonban csak október 29-én lépett be a háborúba). Jóllehet, a háború kétségkívül a Monarchia hadüzenetével kezdődött, szükséges volt hozzá a német jóváhagyás is, ugyanis Berlinben a szerbeknek küldött osztrák–magyar ultimátum előtt dönthettek a balkáni konfliktus kiszélesítéséről, s a Franciaország elleni támadásról.

## Keleti front
Az orosz front vagy keleti front a központi hatalmak és Oroszország összecsapásának fő hadszíntere volt, Kelet-Európa jelentős részét magában foglalta. A keleti front harcaira mindvégig a nyugatinál jóval jelentősebb arcvonal-eltolódások voltak jellemzőek. A hadműveletek 1918-ra a központi hatalmak katonai sikereivel záródtak, ez azonban – elsősorban az orosz forradalom és az Egyesült Államok hadba lépése miatt – nem hatott végül a háború végkimenetelére.

### 1914
A háború elején a Monarchia hadseregének hadiállománya 1 800 000 főt, az oroszoké 3 420 000 főt tett ki. Oroszország mozgósításokkal 4,5 millió főre emelte hadserege létszámát, ami nagyobb volt a konfliktusban részt vevő többi ország haderejénél. Mivel a Monarchia megosztotta erőit a keleti és a szerbiai front között, az osztrák–magyar haderő kezdeti sikeres támadó fellépése ellenére sem tudott hatékony ellentámadást indítani a túlerőben lévő, a második lembergi csatát követően Galícia jelentős részét elfoglaló, Krakkót és Magyarországot fenyegető orosz erők ellen. A németek Franciaországban vetették be főerőiket, majd a kelet-poroszországi orosz betörés felszámolása kötötte le csapataikat, így nem érkezett meg a szeptember közepére ígért német erősítés. Az oroszok, kimeríthetetlen ember- és hadianyag-tartalékaik lévén, 1914. szeptember végéig a przemyśli erőd kivételével elfoglalták Galíciát, sőt november 23-án Homonnát, december 1-jén Bártfát is megszállták, Eperjest pedig megközelítették.
1914. november 28. és december 18. között zajlott a limanovai csata, melynek során az osztrák–magyar csapatok, főleg honvédhadosztályok és huszárezredek, véres harcokban megállították, majd a Dunajec folyó mögé vetették vissza a Krakkó irányába áttörni készülő orosz csapatokat, valamint az Uzsoki-hágó kivételével visszafoglalták a Kárpátok hágóit. A Franz Conrad von Hötzendorf által elrendelt támadás és maga a csata a háború során először megállította az „orosz gőzhengert", valamint időt adott a Monarchia számára az erőgyűjtéshez. A Kárpátok vonalát elérő, Magyarországot fenyegető orosz támadássorozatoknak azonban csak a következő évben, 1915-ben sikerült véget vetni.

### 1915

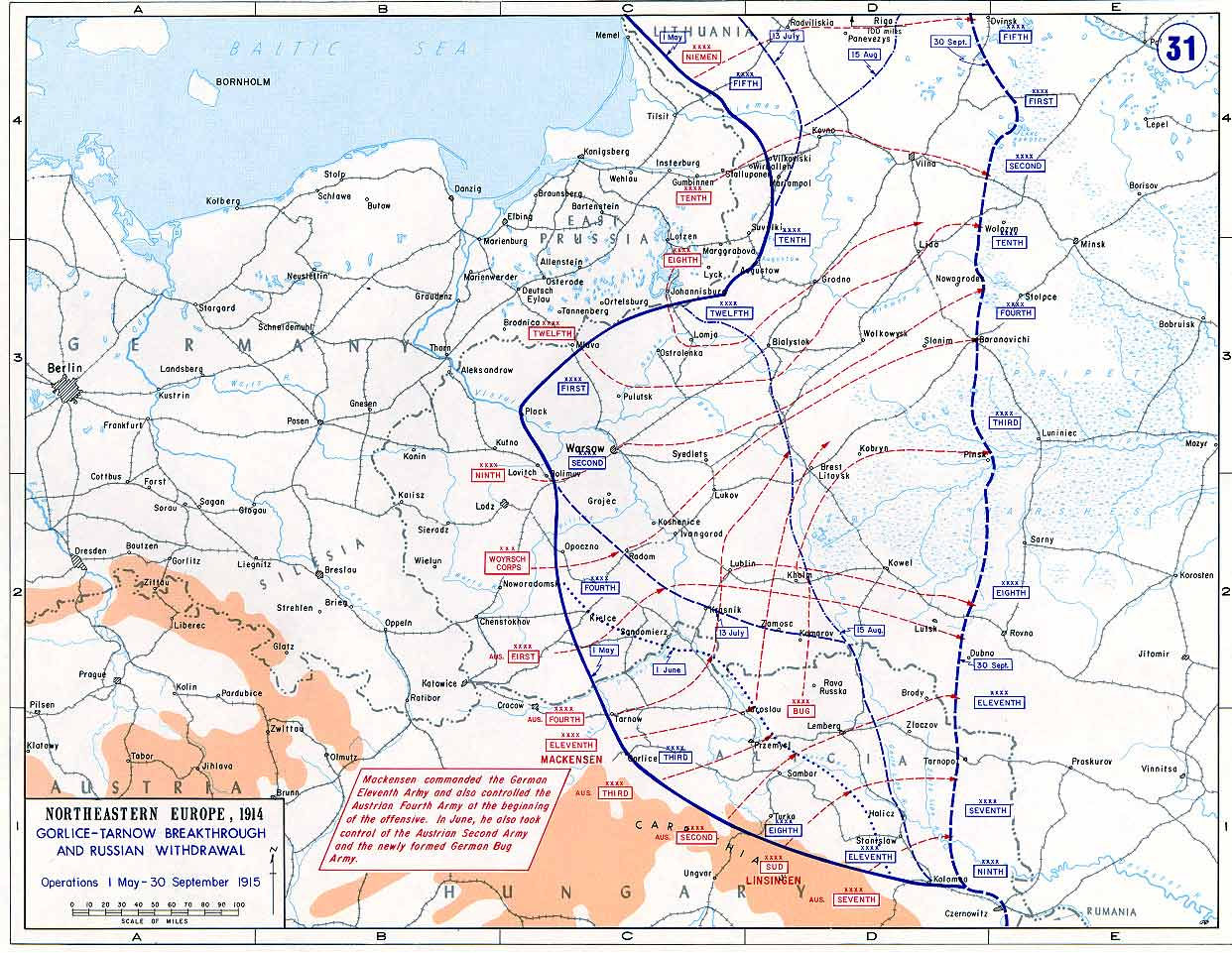
Az 1915-ös helyzet a keleti fronton

Az osztrák–magyar csapatok sikeres téli védekezése ellenére, elsősorban az élelem- és a lőszerhiány miatt 1915 márciusában a másodjára is bekerített Przemyśl elesett. Mivel a Kárpátok irányából az oroszok bármikor előretörhettek Magyarország területére, az osztrák hadvezetés 1915 márciusáig több támadást rendelt el, amelyek a téli időjárás és az oroszok kemény védekezése miatt nem vezettek sikerre. A Monarchia 1915. január 1-jétől április végéig 800 ezer embert vesztett halottakban, eltűntekben, foglyokban és sebesültekben. Egyedül a przemyśli erődben 120 ezer osztrák–magyar katona esett fogságba.
A Monarchia közelgő vereségének megakadályozása érdekében a Német Birodalomból átcsoportosították a Mackensen vezette 11. hadsereget, utóbbi alárendeltségébe került az osztrák–magyar 4. hadsereg. 1915. május 2-a és 5-e között zajlott a gorlicei áttörés, az osztrák–magyar és német szövetséges csapatok által végrehajtott frontáttörés. A központi hatalmak visszaszerezték Przemyślt, Lemberget, sőt bevették Varsót is. Mindez jelentősen csökkentette a Monarchiára nehezedő katonai nyomást, ugyanakkor az oroszok pótolni tudták az emberveszteségeiket, a visszavonulás során rendezték hadsoraikat, ráadásul 1915-ben lépett be területszerzési céllal a korábbi szövetségeseit megtámadó Olaszország a háborúba az antant oldalán.

### 1916
1916 során Oroszország növelte hadianyag-termelését, továbbá számos taktikai változtatás történt az orosz seregben. A Bruszilov által 1916. június 4-én négy orosz hadsereggel megindított támadás (Bruszilov-offenzíva) meglepő sikereket ért el, hatására az orosz vezérkar a keleti front déli, osztrák szakaszára csoportosított át további erőket. Bruszilov elfoglalta Bukovinát, illetve Kelet-Galíciából kivetette az osztrák–magyar erőket, megközelítve a Kárpátokat. Mindezért azonban nagy árat fizetett: az oroszok 1 400 000 katonánál is többet veszítettek, kétszer annyit, mint a központi hatalmak, ráadásul a front ezen szakaszán is állóháború alakult ki.
Jóllehet az offenzíva sikerei miatt háborúba lépő Románia seregeit legyőzték, valamint az Orosz Birodalom is igen magas árat, milliós nagyságrendű emberveszteséget fizetett a győzelemért – ez a hatalmas veszteség egyik kiváltója lett az 1917. februári orosz forradalomnak –, az Osztrák–Magyar Monarchia haderői pótolhatatlan élőerő-veszteséget szenvedtek el. A Monarchia hadereje az összeomlás szélére jutott, haderejének irányítását fokozatosan a németek vették át. Komoly kritikák érték Hötzendorfot, mivel az itáliai front megerősítése érdekében erős hadosztályokat és tüzérütegeket vont el a keleti fronttól a Bruszilov-offenzíva előtt, továbbá nem készült fel a várható orosz támadásra.

### 1917–1918
1917. február 24-én zavargások törtek ki Szentpétervárott, ami csakhamar II. Miklós lemondásához vezetett. A cári rendszer helyébe lépő Ideiglenes Kormány és az antant a háború folytatásában voltak érdekeltek, azonban az orosz kormánynak komoly nehézséget okoztak a dezertálások és a csapatok felbomlása, a hatalom nyílt megragadására törő munkás- és katonatanácsok (szovjetek), valamint Oroszország nemzetiségeinek szeparatista mozgalmai.
Ebben a légkörben került sor Kelet-Galíciában 1917. június 18-án (a Gergely-naptár szerint július 1-jén) a Kerenszkij-offenzívára, az orosz haderő utolsó nagyobb támadó hadműveletére, amely tíz napon át tartó előrenyomulás után kifulladt. Július 3-án a német és az osztrák alakulatok ellentámadást indítottak, majd a Zbrucs-folyóig előretörtek Galícián és Ukrajnán át. Az orosz vonalakat két nap múlva áttörték, és július 8-ig az oroszok 240 kilométert vonultak vissza. A gazdasági és belpolitikai válságban lévő keleti nagyhatalom az októberi forradalom után már nem tudott ellenállni a központi hatalmaknak. A cári haderő és az azt felváltó bolsevik kormányzat tehetetlen volt a német előrenyomulással szemben, a további kelet-európai német előretörésnek egyesek szerint kizárólag logisztikai korlátai voltak.
1917. december 5-én létrejött az oroszok és németek közötti fegyverszünet. Némi ellenkezés után a Trockij vezette szovjet delegáció március 1-jén újra asztalhoz ült, majd március 3-án elfogadta a németek által kidolgozott breszt-litovszki béketervet. Az osztrák–magyar küldöttség vezetője Ottokar Czernin gróf volt. A diplomáciai tárgyalásokon a Monarchia lényegében a német háborús célkitűzéseket támogatta, miközben egyre világosabban kirajzolódtak az Ausztria–Magyarország szétesését előrevetítő nacionalizmusok: Galícia egészére a lengyelek és az ukránok is igényt tartottak.

## Balkáni front

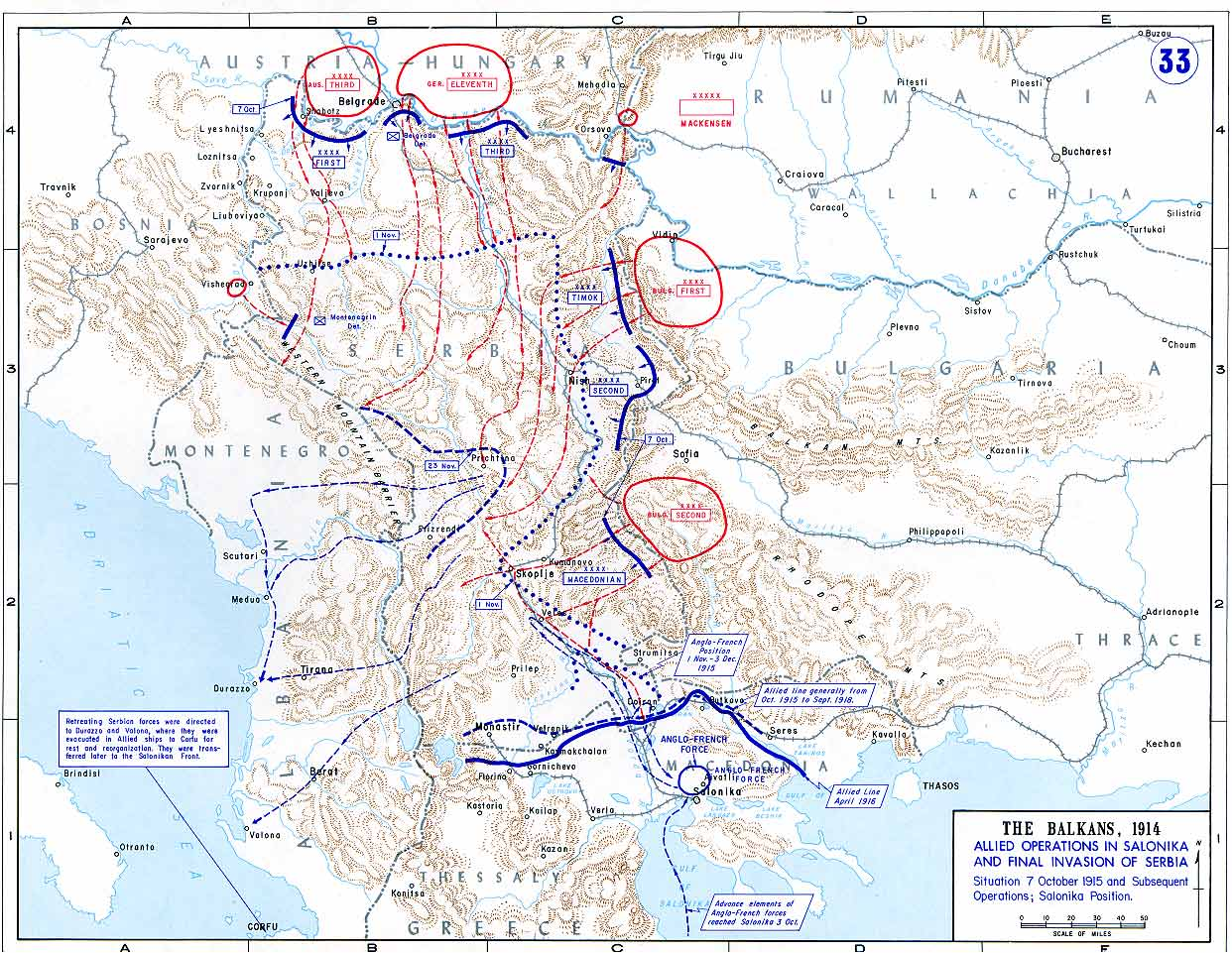
A Szerbia elleni hadműveletek 1915-ben

A balkáni front az első világháború egyik frontvonala volt, mely a Balkán-félsziget területén húzódott, ahol a hadviselő felek 1914-től a háború végéig harcoltak váltakozó sikerrel. Bulgária a központi hatalmak mellett, Szerbia, Montenegró, Románia, utóbb Görögország az antant hatalmak oldalán kapcsolódott be a küzdelembe. A Balkánról indult az antant 1918-as offenzívája a bolgár és az osztrák–magyar fegyverszünethez vezetett.

### 1914
A Balkán-félsziget, Európa nagyhatalmainak fő rivalizálási területe és a helyi kisállamok nacionalizmusa lett az első világháború kirobbanásának egyik oka. A Szerbia elleni osztrák–magyar hadjárat augusztus 12-én kezdődött, amikor a Monarchia seregei átlépték a határt a Drina-folyónál. Bár a Monarchia erői jobban felszereltek voltak, az Oskar Potiorek tábornok által elkövetett hadvezetési hibák miatt nem tudták a keményen védekező és két háborús év után harci tapasztalatokban gazdagabb szerb haderőt térdre kényszeríteni. A szerb csapatok több sikertelen támadást indítottak Bosznia felé, egy alkalommal betörtek a Szerémségbe is. Az év végére a frontvonalak megmerevedtek: az osztrák–magyar erők számára az Orosz Birodalom támadásainak kivédésén volt a hangsúly, a szerbek kisebb hadiipari kapacitásuk miatt voltak hátrányban. Jellemző, hogy szerbek katonák zöme hagyományos opanakot (bőrpapucs) viselt, szemben az osztrák–magyar katonák vízálló bőrcsizmájával.

### 1915
Míg a Monarchia számára Oroszország jelentette a fő fenyegetést, addig a szerb front felszámolását elsősorban a német vezérkar sürgette. Szerbia elfoglalása esetén közvetlen vasúti összeköttetés jött volna létre a Német Birodalom és az Oszmán Birodalom között. Az orosz és az olasz hadszíntéren is lekötött Habsburg-állam támogatására a németek átdobtak néhány hadosztályt és óriási diplomáciai sikerük volt, hogy oldalunkon bevonták a Szerbiával korábban két alkalommal hadakozott Bulgáriát a háborúba. A központi hatalmak August von Mackensen vezetésével teljes győzelmet arattak; a 42-es mozsárágyúkat és Zeppelin-léghajókat is bevető egységeik október és november folyamán megszállták Szerbiát. Az osztrák–magyar, illetve német veszteség nem volt nagyobb néhány ezer főnél, míg legkevesebb 100 ezer szerb elesett vagy megsebesült, 160 ezer pedig fogságba került. A két francia hadosztály által támogatott szerb hadsereg vereséget szenvedett, a maradék szerb erő több tízezer hadifogollyal együtt Albánia és a montenegrói hegyvidék felé vonult vissza.

### 1916–1918
1915-ben a Monarchia erői megtámadták Montenegrót. 1916-ra a központi hatalmak csapatai bevonultak Montenegróba és Albánia északi részébe. Jóllehet a szerb haderő Korfu szigetére való menekülése Görögországot az antant oldalára állította, a német vezetés nem akart újabb frontot nyitni, így sem az osztrák–magyar, sem a bolgár hadvezetés nem vállalkozott Görögország megtámadására. Görögország 1917-ig tartó semlegességének tiszteletben tartása és a központi hatalmak arcvonalának Macedóniában és Észak-Albániában való megszilárdítása utóbb nagy árat követelt. Az antant egy expedíciós hadereje Szalonikiben alakított ki támaszpontot, majd Louis Franchet d’Espèrey tábornok vezetésével francia–brit–szerb–görög koalíciós haderő állt fel, mely létszámfölényben volt a központi hatalmak csapataival szemben. Ez a haderő 1918 októberére legyőzte a bolgár csapatokat, visszafoglalta Szerbia területét és megközelítette Magyarország déli határait. Mivel a padovai fegyverszünet nem rendezte a balkáni front kérdését, az őszirózsás forradalom utáni magyar politikai vezetés aláírta az ország déli és keleti határait rögzítő belgrádi katonai konvenciót, melynek folytán a szerbek, a románok, majd az egyezményben nem említett csehek Magyarország területének nagy részén bevezették a saját közigazgatásukat.

## Olasz front

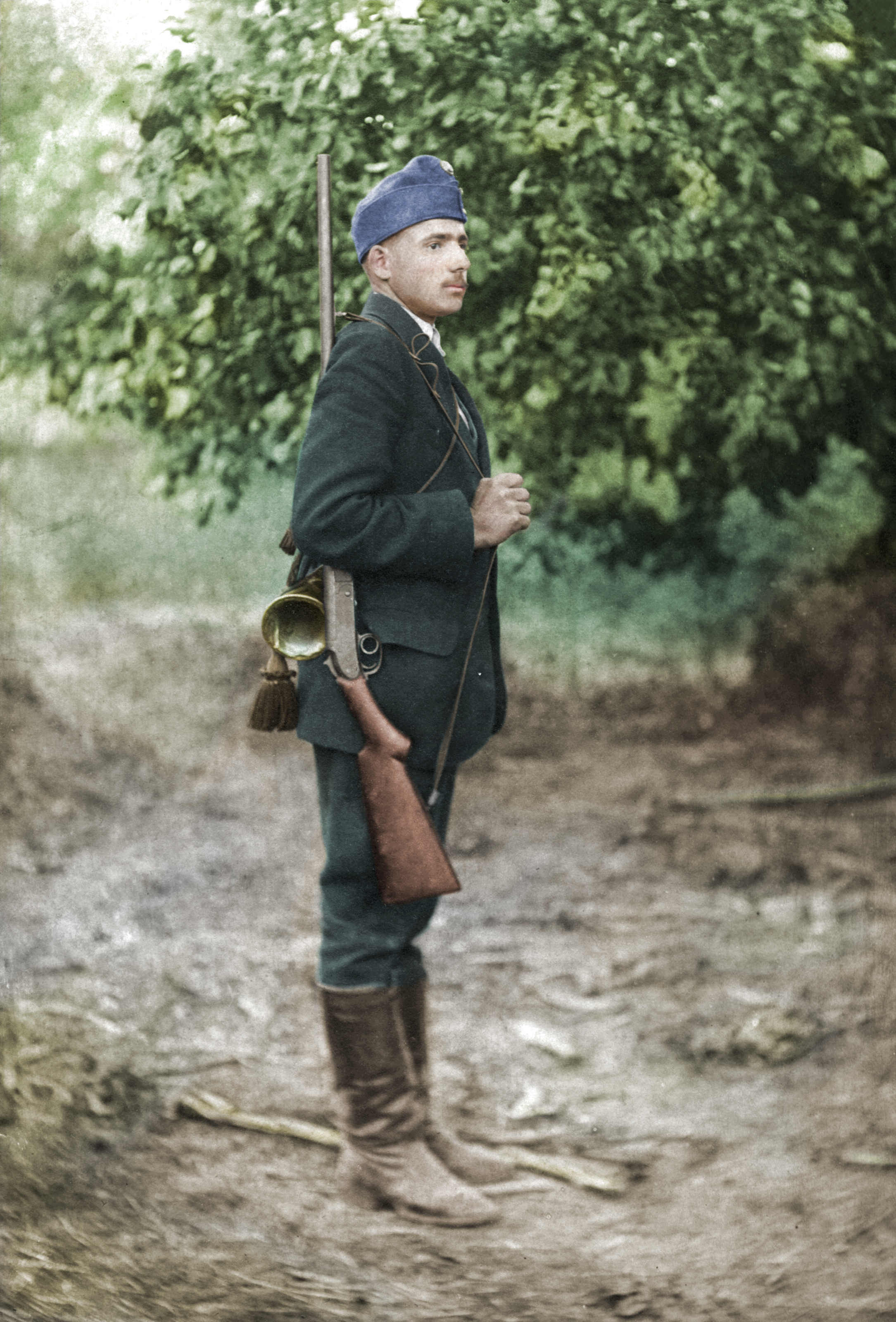
Magyar baka az olasz fronton

Az olasz front az első világháború egyik hadszínterének számított, ahol 1915-től 1918-ig egyrészről Olaszország és más antant egységek harcoltak az Osztrák–Magyar Monarchia és az idevezényelt velük szövetséges német segédcsapatokkal. Olaszország korábban a hármasszövetség tagja volt, de kivált onnan, majd az antant oldalán lépett be a konfliktusba, 1915. május 23-án. Az antant – a londoni egyezmény alapján – Olaszországnak ígérte Dél-Tirolt, Triesztet és az isztriai partvidéket, egyes kisebb szigeteket Dalmáciában és az Albánia fölötti protektorátust. Az olasz haderő támadó fellépése ellenére azon a fronton is állóháború alakult ki, bár ez már nem érte váratlanul az osztrák–magyar hadvezetést.

### 1915–1916
Az olasz támadást követően az Osztrák–Magyar Monarchia háromfrontos háborút volt kénytelen vívni, ugyanis a balkáni fronton a szerbek, a keleti fronton az oroszok ellen küzdött. Mivel Olaszország csapatai túlerőben voltak, a Monarchia hadvezetése a jól védhető Isonzó-folyónál és Júliai-Alpoknál akarta az olasz támadást megállítani, ennek érdekében az 5. hadsereget és két másik hadtestet csoportosított az Isonzó vidékére. A Dolomitok előterét feladták, Tirol védelmét jól kiépített magashegyi erődláncba vonták vissza. Az olasz hadsereg létszámfölénye ellenére a felszereltség és a hadvezetés színvonala tekintetében alulmúlta az Osztrák–Magyar Monarchia csapataiét. A harcokban az olaszok másfélszer annyi embert vesztettek, mint a Monarchia csapatai. Svetozar Borojević kiváló stratégiájának köszönhetően a Monarchiának ez a határa volt a legjobban megszervezett frontvonal. Német részről az Alpenkorps hadtest támogatta az itt harcoló Monarchia erőit.
Olaszország a hadüzenet után támadást indított az Isonzónál, megkezdve ezzel az isonzói csaták (I–XII.) hosszú sorát. A fő cél Trieszt elfoglalása volt, azonban a határmenti Görz is csak a hatodik csatában került olasz kézre. 1916-ban a Monarchia „büntetőtámadást” kísérelt meg az olasz fronton Dél-Tirol térségében, Asiago városánál. A 15 monarchiabeli hadosztály áttörte az olasz vonalakat és Verona irányába vonult. A gyors olasz átcsoportosítás, valamint a Bruszilov-offenzíva akadályozta csak meg, hogy ne omoljon össze 1916-ban az olasz front. 1916-ban folytatódtak a harcok az Isonzónál, ám áttörést nem sikerült elérniük az olasz csapatoknak. Csekély jelentőségű területeket foglaltak el, emellett a görzi hídfőt végleg sikerült ellenőrzésük alá vonni. A VI. isonzói csata az olasz front egyik legnagyobb véráldozatú csatájává vált, de stratégiai előnyt továbbra sem tudtak a támadó olasz csapatok elkönyvelni.

### 1917

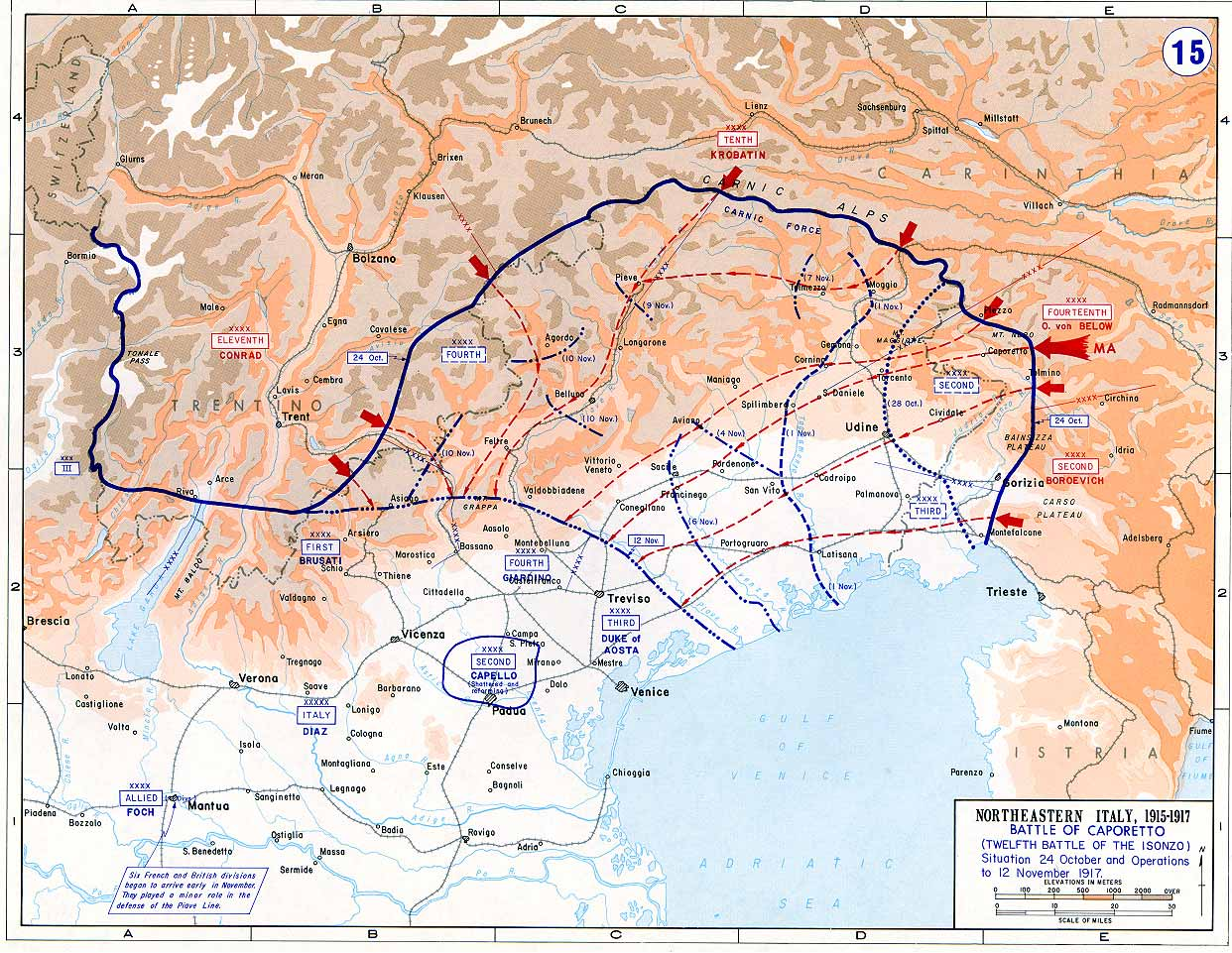
A caporettói áttörés, az olaszok visszavonulása a Piave vonaláig

A Kerenszkij-offenzíva összeomlása után nem kellett jelentősebb orosz támadásoktól tartani, ezáltal az osztrák–magyar hadvezetés csapatokat vezényelt át a keleti frontról az olasz frontra. Az osztrák–magyar erők támogatására német egységek érkeztek, továbbá taktikai változásokat vezettek be (rohamcsapatok), ezek segítségével sikerült áttörni az olasz frontot. A német és a monarchiabeli csapatok előrenyomultak, átkeltek a Tagliamento-folyón és a Piave-folyóig nyomultak előre. Az olaszok harci morálja nagyon alacsony volt, a központi hatalmak 300 ezer hadifoglyot ejtettek. Az olasz hadsereg megsegítésére friss angol és francia csapatok érkeztek. A sikeres offenzíva később caporettói áttörés néven került be a történelembe.
A Monarchia és Németország a tervezett caporettói támadással célját elérte, sőt túl is teljesítette, az olasz hadsereg gyakorlatilag megsemmisült, a Monarchia elfoglalta csaknem egész Veneto tartományt, 100 km-re megközelítve Velencét. A döntő győzelmüket azonban nem tudták kiaknázni; a tél beállta, az antant segédcsapatok (hat angol és francia hadosztály) érkezése és az utánpótlási nehézségek miatt a további támadást leállították és védekezésre készültek fel. Mivel a németek a nyugati fronton terveztek csapást mérni, a osztrák–magyar erők a következő harcokban nélkülözni kényszerültek a német támogató egységeket.

### 1918
A keleti front megszűnése és az 1917-es frontáttörés ellenére a Monarchia erői már nem tudtak további sikeres támadó hadművelet végrehajtani az időközben újjászervezett és megerősített olasz erők ellen. Miközben a német alakulatok zömét kivonták erről a frontszakaszról, az olaszok támogatására a brit és francia hadosztályok mellett az Egyesült Államokból is érkeztek egységek. Olaszország jelentős hadianyag-szállítmányokat is kapott szövetségeseitől, így az olasz haderő utánpótlása kiegyensúlyozottabb lett,  lett, mint a Monarchiáé. A dél-tiroli hadszíntéren 1918-ra az antant légiereje légifölényre tett szert. A Monarchia nemzetiségi ellentétektől is megosztott hadereje a második piavei csata során kudarcot vallott a támadás helyét ismerő olasz haderővel szemben, véres veszteségek után vissza kellett vonulnia, az offenzíva a támadók 80 ezer emberébe került. Végül az olasz hadvezetés akkor tett kísérletet 1918 októberében a frontvonal áttörésére, ezáltal az Osztrák–Magyar Monarchia fegyverszünetre kényszerítésére, amikor a Monarchia de facto már nem is létezett. A Vittorio Veneto város közelében megindított roham a Monarchia egységeinek felbomlásához, katonáink dezertálásához és fogságba eséséhez vezetett. 1918. november 3-án aláírták a padovai fegyverszünetet a Monarchia formális katonai megbízottjai, a Monarchia fegyvertelen katonái tömegesen estek olasz hadifogságába a háború utolsó napján. A fegyverszüneti kötelezettségek közé tartozott az olasz flotta ellen mindvégig helytállt osztrák–magyar flotta átadása is, amely nem az olaszoké, hanem a Délszláv Nemzeti Tanácsé lett. A világháború itteni frontjának utolsó akciójaként olasz harci búvárok aknával elsüllyesztették a Viribus Unitist.

## Román front

### 1916

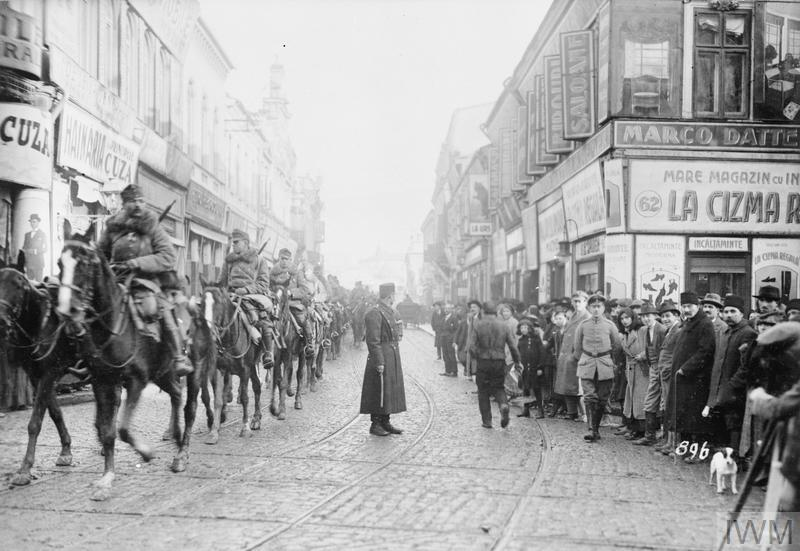
Falkenhayn lovassága bevonul Bukarestbe, 1916. december 6-án

Miután a Bruszilov-offenzíva visszaszorította a Monarchia erőit, Románia hajlandó volt az antanthoz csatlakozni. 1916. augusztus 17-én az antant és Románia vezetői titkos szerződést írtak alá, amely a Tisza vonaláig a románoknak ítélte a Monarchia és Magyarország területeit és a háború végéig kizárta a különbékét. 1916. augusztus 27-én este kilenc órakor került sor a román hadüzenetre az Osztrák–Magyar Monarchia ellen. A román hadsereg már fél órával a hivatalos hadüzenet előtt támadást indított a magyar határőrök ellen. A mozgósított román haderő háromnegyede megkezdte Erdély elfoglalását, ám az előrenyomulás mértéke sehol sem haladta meg a 70 km-t, és a megkezdett támadó hadművelet hamar kifulladt. Az ellentámadást indító osztrák–magyar csapatok német segítséggel kiszorították a románokat Erdélyből, ezzel egyidejűleg bolgár, német és oszmán alakulatok nyomultak be Dobrudzsába. 1916 decemberére a központi hatalmak elfoglalták Bukarestet, bár az oroszok és franciák által támogatott románok a francia és angol fegyverszállítmányokkal stabilan megvetették lábukat Moldvában.

### 1917–1918
1917 folyamán a román haderő elhárította a központi hatalmak áttörési kísérleteit, a front a Szeret vonalán stabilizálódott. Azonban a keleti fronton elszenvedett orosz kudarcok, az 1917-es bolsevik hatalomátvétel majd a breszt-litovszki béke után Románia az orosz szövetséges elvesztése miatt egyedül maradt és rákényszerült a békekötésre. A bukaresti békében több területi veszteség is érte Romániát: 5,6 ezer km² Kárpátok menti gyéren lakott területet és egész Dobrudzsát át kellett adnia a Monarchiának és Bulgáriának, valamint Románia kénytelen volt lemondani minden további területi követeléseiről. (Ugyanakkor hallgatólagosan elismerték Románia egyesülését Besszarábiával.) Románia hatálytalanította korábbi titkos szerződését az antanttal, emellett a teljes kőolajtermelés német kézbe került volna. A román parlament által 1918. június 28-án ratifikált békeszerződést Ferdinánd király nem írta alá. Miután a Németország letette a fegyvert az antant előtt 1918. november 11-én, érvénytelenné nyilvánították a békét, majd a román haderő újból betört Erdélybe. Utóbbi támadás az 1919-es magyar–román háborúhoz, Magyarország jelentős részének román megszállásához és kirablásához vezetett.

## Közel-keleti front
A Monarchiát legkisebb méretekben érintő háborús hadszíntér az Oszmán Birodalom és a Brit Birodalom közel-keleti összecsapása volt. Az oszmánok 1914-es hadbelépésük után a Szuezi-csatorna megszerzése érdekében indítottak offenzívát. 16 000 fegyverest, köztük 1500 német és 1000 osztrák–magyar katonát csoportosítottak erre a sikertelenül végződött támadásra. 1916 őszén az oszmán hadvezetés kérésére két magyar tüzérüteg (összesen 800 ember) érkezett Palesztina területére. A magyar alakulat az 1917. októberi frontáttörésig csekély veszteségek mellett sikeresen hárította el az angolok támadásait, majd Aleppó irányában elhagyta Palesztinát.
A jelképes osztrák–magyar katonai részvételen kívül még két dolog érdemel figyelmet. 1916-ban egyes magyar egyházi és politikai körök megbízásából Kmoskó Mihály Kis-Ázsiába és Palesztinába utazott abból a célból, hogy felmérje a terepet, hogy a központi hatalmak misszionáriusai mennyiben képesek átvenni az elűzött antant országbeliek helyét a török birodalom területén. Emellett egyes magyar szellemi körök – a magyar–török szövetséghez és a turanizmus ideológiájához illeszkedve – a török lakta térségekben a magyar gazdasági jelenlét megerősítését tervezték.

## Nyugati front
A német kérések ellenére mind IV. Károly, mind az osztrák–magyar vezetés elzárkózott attól, hogy a Monarchia hadosztályait a keleti front megszűnését követően a nyugati frontra irányítsák, holott az egyes vélekedések szerint ez hozzájárulhatott volna a háború sikeres befejezéséhez. Míg az osztrák–magyar erőket támogató német alakulatok, fő- és altisztek szerepe történetileg jól feltárt, addig a nyugati front harcaiban valóban részt vevő osztrák–magyar elit kötelékek szerepe kevéssé ismert. Mindez azonban az 1918-as német tavaszi offenzíva sikerét és magát a háború végkimenetelét nem befolyásolta: a nyugati frontra áthelyezett egységeknek jelentős túlerővel, anyagi fölénnyel, bombázásokkal és gáztámadásokkal kellett szembenézniük. Érdekesség, hogy a későbbi hungarista politikus Szálasi Ferenc 1918-ban Verduntől északra rohamzászlóaljat vezetett főhadnagyi rendfokozatban.

## A Monarchia felbomlása

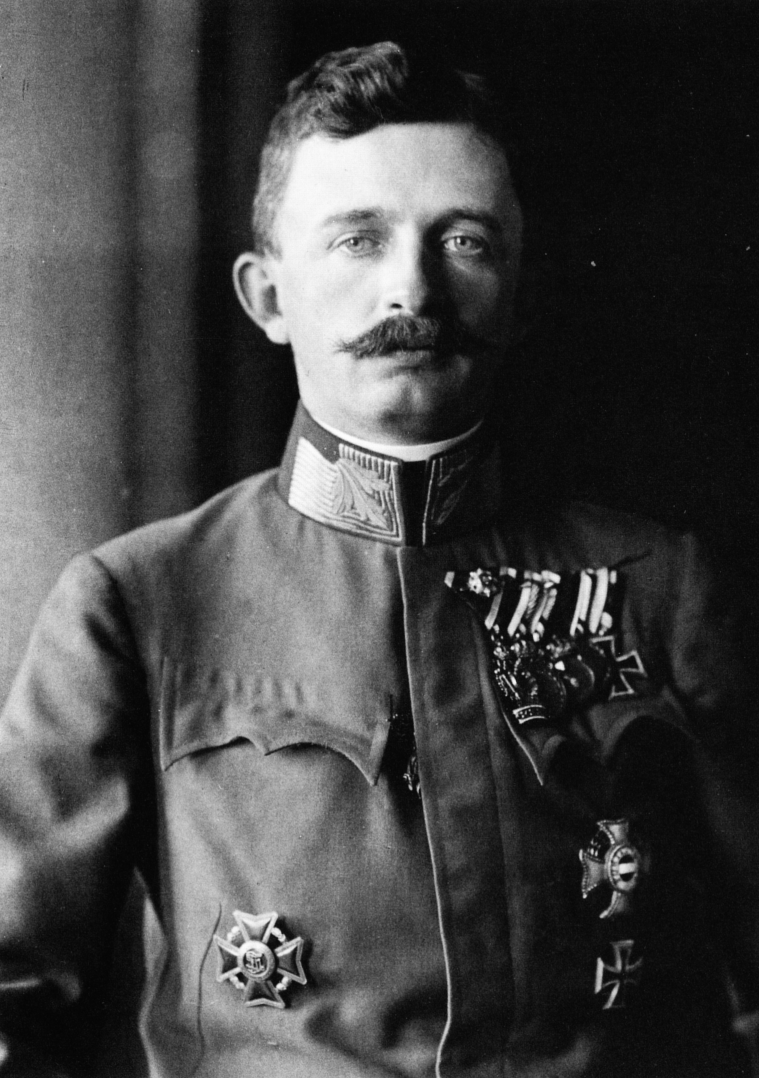
IV. Károly (1916–1918)

A piavei kudarc és a bolgárok 1918. szeptember végi fegyverszünete siettette a Monarchia háborús vereségét. Tény, hogy az 1918. április 8-ai római konferencián az antant elfogadta az Osztrák–Magyar Monarchia emigráns nemzetiségi politikusainak azon követelését, hogy a Monarchia helyén francia orientációjú nemzetállamok jöjjenek létre. 1918. október 16-án IV. Károly magyar király a Lajtán túlon kiáltványt bocsátott ki, amelyben engedélyezte a császárság konföderációvá való átalakulását. 1918. október 24-én a császári kormány elveszítette a hatalmát Bécs felett, a Császárság részei is kiválásra készültek. A harmadik Wekerle-kormány október 31-ével felmondta az 1867-es megállapodásokat, ezzel megszűnt az Ausztria és Magyarország közötti perszonálunió. Október 28-án Prágában kikiáltották a csehszlovák államot, Galícia csatlakozott az újjáalakuló Lengyelországhoz, Zágrábban pedig kikiáltották a Szlovén–Horvát–Szerb Államot. November 11-én Bécsben Heinrich Lammasch miniszterelnök (október 26-án ő vezette az aznap megalakult Likvidációs Minisztériumot) menesztette a császárt. Másnap kikiáltották Német-Ausztria Köztársaságot. Az eckartsaui nyilatkozatában I. Károly császár (Magyarországon IV. Károly néven királyként uralkodott) is lemondott az államügyek intézéséről és uralkodói jogairól.
Jóllehet az Amerikai Egyesült Államok támogatta a Monarchia fennmaradását, de a többi antant tagállam (Egyesült Királyság, Franciaország, Olaszország) nem osztotta az USA ezen nézetét, így a Monarchiát feloszlatták. Ausztria és Magyarország viselte a politikai felelősséget a háborúért. A saint-germaini békeszerződés és a trianoni békeszerződés által lefektetett új határok szétszabdalták a korábbi jól működő gazdasági egységet és új nemzetiségi problémákat keltettek Közép-Európában, amelyek a versailles-i békével együtt hozzájárultak a második világháború kitöréséhez.

### A Monarchia megszűnésének vitatott kérdései
A szakirodalomban mindmáig vitatott kérdés a Monarchia felbomlása. A dualista állam két független államból állt, az Osztrák Császárságból és a „Magyar Szent Korona országaiból”, vagyis a magyar jogfelfogás szerint a Monarchia jogi értelemben nem volt állam, 1918 őszén a két birodalom közötti kapcsolat bomlott fel. A Magyar Köztársaság a Magyar Királyságot tekintette jogelődnek, míg Német-Ausztria nem tekintette jogelődnek az Osztrák Császárságot. A perszonálunió megszűnése ugyanakkor további kérdéseket is felvetett, mint példának okáért a padovai fegyverszünet Magyarországra való értelmezése, a Monarchia külföldi követségeinek kérdése, a magyar vonatkozású, Bécsben maradt levéltári anyag hovatartozása vagy Arthur Arz von Straussenburg nyugdíjának fizetése.

További viták tárgya, hogy a kettős Monarchia szétesése mennyiben volt szükségszerű, továbbá az, hogy a háborús összeomlás és Trianon milyen mértékben állott összefüggésben a kiegyezéssel és a dualizmus kori magyar politikával.
Egy elterjedt történeti analízis szerint – mely Kossuth Lajostól Németh Lászlón és A Habsburg-monarchia felbomlása c. művet megíró Jászi Oszkáron át Bibó Istvánig ívelt – Magyarország egy életképtelen, hanyatló birodalommal kötötte össze a sorsát, a háborús vereség a kiegyezésnek és a történelmi vezetőrétegnek köszönhető. Ez az analízis figyelmen kívül hagyja, hogy a háború kimenetelét végül az USA hadbalépése döntötte el, melyhez a kiegyezésnek, a magyar történelmi vezetőrétegnek nem sok köze volt, a Monarchia feloszlatására pedig az antant hatalmak politikai döntése következtében került sor. Egy másik álláspont a nemzetiségieket, a pacifistákat, a szocialistákat, a zsidóságot és a sajtót hibáztatta vereségért, a hátország összeomlásáért. Ugyanez a koncepció a német nyelvterületen a tőrdöfés (Dolchstoß) nevet kapta.
Vitatott, hogy a háborús vereség nélkül az Osztrák-Magyar Monarchia egyáltalán felbomlott volna-e és sor került volna-e Magyarország feldarabolására.
Kérdéseket vet fel a világháború utáni forradalmak és az azt követő berendezkedés legitimitása is. Az őszirózsás forradalomtól a Forradalmi Kormányzótanács leköszönéséig tartó időszak, illetve a „vörösterrort” követő „fehérterror” értékelése máig tartó vitákat generál. Romsics Ignác a következőt írja: „A két forradalom közötti másik fontos különbség, hogy míg az első győzelmét elementáris erejű tömegmozgalmak előzték meg és kísérték, addig a másodikra néhány vezető kulisszák mögötti megegyezésének eredményeként, szinte puccsszerűen került sor, amely úgy a főváros, mint a vidék lakosságát meglepetésként érte.”

## A Monarchia háborús vereségének okai

Nemzetiségek eloszlása az Osztrák–Magyar Monarchia területén
Forrás: William R. Shepherd: Historical Atlas (1911)

### Redl ezredes árulásának katonai következményei

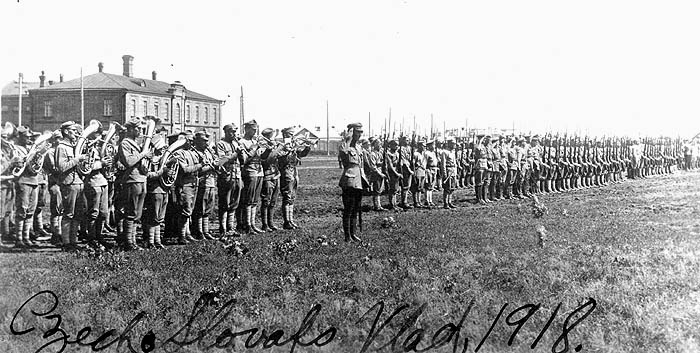
Az oroszországi Csehszlovák Légió 1918-ban. Több tízezernyi cseh és szlovák katona dezertált, és csatlakozott az ellenséges oldalhoz

A háború első évében az Osztrák–Magyar Monarchia hadereje számottevő veszteségeket szenvedett a szerbiai és az orosz frontokon. Tény, hogy Szerbia a vártnál keményebben védekezett, valamint az orosz haderő Galícia teljes területét megszállta. Azóta bizonyítást nyert, hogy az osztrák–magyar kémelhárítás fejeként dolgozó, de az orosz titkosszolgálattal egészen 1913-ig együttműködő Alfred Redl az oroszoknak átadta az Osztrák–Magyar Monarchia mozgósítási és felvonulási terveit, Oroszország pedig feltehetően Szerbiával, majd Olaszországgal is megosztotta információit.
Ugyanakkor tény az is, hogy a cári orosz hadvezetés nyilvánvalóan megbízott a Redltől megvásárolt osztrák felvonulási tervek változatlan érvényességében, emiatt váratlanul érte őket, amikor 1914-ben a Monarchia főerejének támadó előrenyomulása mégis a terv szerintinél 100–200 km-rel nyugatabbra kezdődött el. Az orosz haderőnek a krasznyiki és komarovi csatákban elszenvedett komoly vesztesége talán ezzel magyarázható.

### Nemzetiségi problémák
Az első világháború során mindkét szövetségi rendszer kapcsolatok kiépítésére törekedett a szemben álló nagyhatalmak lázadóival, melynek talán legismertebb példája a német vezérkar Lenin 1917-es hazatérését lehetővé tevő támogatása vagy az arab törzsek felkelését segítő brit diverzió. Ausztria–Magyarország esetében a probléma hatványozottan jelentkezett, hiszen a nemzetiségi szeparatizmust támogató országok a szomszédai voltak, emellett már a világháború előtt figyelemreméltó nemzetközi propagandát fejtettek ki a területi változások érdekében.
A történészek véleménye megoszlik, hogy a Monarchia szétesése mennyiben tudható be a szomszédos kisállamoknak vagy a nemzetiségeknek. A megbízhatatlan nemzetiségiek – elsősorban papok, értelmiségiek több százas nagyságrendű – internálása és a hadbírósági ítéletek ellenére a Monarchia hadseregeiben rendkívül magas volt a megadások és dezertálások száma (leszámítva a német–osztrák és magyar alakulatokat, bár 1918-ra őket is elérte a frontbomlás). A neves történész, Szekfű Gyula szerint „nem kevesebb mint három imperialisztikus gépezet működött, megkenve szilárd akarat, erőszak és kész hazugságok minden olajával; cseh, oláh és szerb egyesületek százai vitték szét a tömegekbe az imperialisztikus gondolatot, cseh és oláh bankok és pénzintézetek készítették elő a nagy harcot, sőt az imperialista katonaság is készen volt, kiképezve ártatlan testgyakorló egyesületekben.”
Ugyanakkor nem egy nemzetiségi mutatott lojalitást a Monarchia iránt és tüntette ki magát a harcokban. A legismertebbjük Svetozar Borojević horvát tábornagy, az Ausztria mellett, az oroszok ellen küzdő lengyel alakulatok vagy a nyugat-magyarországi felkelésben is részt vett bosnyák egységek.

### Gazdasági háttér
A nagymértékű sorozások súlyos munkaerőhiányhoz vezettek, a nők munkába állítása ellenére a termelékenység csökkent. A kenyérgabona termelése a békeidőkhöz képest 1916-ra a kétharmadára, 1918-ra a felére esett vissza. 1915-ben bevezették a kenyérjegyet, 1916-tól rekvirálások folytak, a háború végére pedig 900 üzem katonai irányítás alatt állt. Az infláció nőtt, a feketézés elképesztő méreteket öltött, a reálbérek pedig 50–70%-kal csökkentek – mindez leginkább a kiskeresetűeket, a munkásokat, mesterembereket és a kishivatalnokokat sújtotta. Mivel az osztrák–magyar vezérkar nem számolt a háború elhúzódásával, a hadigazdaság szempontjából fontos gyárakat csak a háború első megrendítő csatái után vették katonai ellenőrzés alá. A háború második évében, 1915-ben tört ki a hadiszállítási botrány: a Monarchia kimerült tartalékai miatt a helyi szállítók kétes színvonalú árucikkeire kellett támaszkodni (papírtalpú bakancsok ügye). A központi hatalmak vereségének egyik legfőbb okát a nyersanyaghiányban és a hadipari termelés korlátaiban jelölik meg.

### A hadvezetés hibái és a felkészületlenség
Az Osztrák–Magyar Monarchia háborúra való felkészületlenségét, a magas harctéri veszteségeket, az irreális katonai célkitűzéseket számos történészi kritika érte. Az első kritikák a kortársaktól valók, akik törekvéseikkel nem segítették a háborús felkészülést (példa erre a véderő-vita). Megjegyzendő, hogy a Monarchia (és a Német Birodalom) hadserege nem állt a polgári kormányok szoros kontrollja alatt, sőt maga a hadvezetés számított rendkívül fontos politikai–társadalmi tényezőnek. A vezérkari főnök, Franz Conrad von Hötzendorf nagyszabású haditervei nem mindig jártak eredménnyel, míg a személyi veszteségek óriásiak voltak. Hötzendorf téves helyzetértékelései súlyosan meggyengítették az Osztrák–Magyar Monarchia hadseregének ütőképességét. A szerb fronton a támadások erőltetése hozzájárult ahhoz, hogy a legképzettebb katonaanyag már a háború első évében felmorzsolódott. A 19. századi stílusú hadvezetés és a véres tömegrohamok valamennyi hadseregre rányomták a bélyegüket, tehát nemcsak a vezérkar által elkövetett hibák okozták a kudarcokat, ugyanakkor egyes osztrák parancsnokok hozzáértése már a korban vitákat váltott ki. Ilyen volt József Ferdinánd főherceg megítélése, akit finoman fogalmazva „balesetek sorozata sújtott.”
Felmerülhet ugyanakkor, hogy a Monarchia serege műszaki, logisztikai és hadigazdálkodási szempontból nem készült fel megfelelő mértékben a háborúra. Az osztrák–magyar katonaság a tüzérséggel és munícióval való ellátottság, a kiképzett tartalékok mennyisége, valamint a repülőgépek száma alapján az angol, francia és német sereg színvonala alatt maradt (ugyanakkor az orosz és az 1918 előtti olasz felszereltséget meghaladta). A vasútvonalak nem minden esetben érték el az országhatárokat, a szállítási kapacitás nem mindig tette lehetővé meg a csapatok és az élelmiszer időben való frontra juttatását. További gondot okozott, hogy a bevonulások miatt a mezőgazdasági és ipari termelés pótolhatatlanul visszaesett, 1918-ra a harcoló csapatok élelmezése is gondot okozott. Az olasz fronton a hegyi terepen 1918-ban is ökör- és lófogatok szállították az utánpótlást.

### Az USA hadbalépése
Az USA hadbalépésének 1917-ben háborút eldöntő jelentősége volt. A Központi Hatalmak a háborút a keleti fronton megnyerték, 1918 közepén csapataik megszállva tartották Ukrajnát, Romániát, Szerbiát. Az USA hadbalépése nélkül a nyugati fronton patthelyzet alakult volna ki. Németország az amerikai partraszállás miatt 1918-ban komoly haderőátcsoportosítást hajtott végre, ennek következményeképpen omlott össze az olasz és a balkáni front.
Az USA hadbalépése nélkül a fentebb felsorolt okok nem vezettek volna szükségszerűen a Monarchia széteséséhez. A háború végére valamennyi európai hadviselő fél rendkívül ki volt merülve. A monarchia nemzetiségeit képviselő politikusok álláspontjára döntő hatással volt a hadihelyzet alakulása.

## Propaganda és háborús bűnök
A közgondolkodással ellentétben nem a második világháború után merült fel először a háborút kirobbantó körök és a háborús bűnösök felelősségre vonásának a szándéka. Ismeretes, hogy az első világháború után egyes török politikusok, hadvezérek és értelmiségiek ellen nemzetközi pereket kezdeményeztek.
Az antant háborús propagandájának fontos részét képezte a központi hatalmak által elkövetett vélt vagy valós atrocitások felemlegetése (annak ellenére, hogy lényeges elvi és morális különbség húzódott az első és a második világháború hadvezetése között). Ilyen háborús propagandának számított például Belgium németek általi „megerőszakolása”, mely a semleges országok támogatását akarta megnyerni. Bár a németekénél csekélyebb számban, de több esetben kapott sajtónyilvánosságot az osztrák–magyar alakulatok kivégzéseinek említése (elsősorban az 1915-ben megszállt Szerbiában). Ezzel szemben az osztrák–magyar propaganda a cári hadsereg atrocitásaival foglalkozott; többek között az ausztriai zsidó újságok tárgyalták az oroszok erőszakos galíciai viselkedését.
A háborús bűnösök 1920-ban összeállított névsorában Szakáts Gábor volt az egyetlen magyar; a lángszóró feltalálásáért Franciaország akarta nemzetközi törvényszék elé állítani. Németország azonban vonakodott kiadni bárkit is a listáról; az ügy iránt a franciák sem mutattak túl nagy érdeklődést, így jogi értelemben a magyar mérnök nem tekinthető háborús bűnösnek. Nincsenek arra utaló dokumentumok, hogy a feltaláló ügyében bírósági tárgyalást tartottak vagy ítéletet hoztak volna. Amennyiben francia törvényszék elé állt volna, valószínűleg 7–8 évig terjedő börtönbüntetés várt volna rá.

## Az első világháború magyarországi következményei

### Magyarország embervesztesége

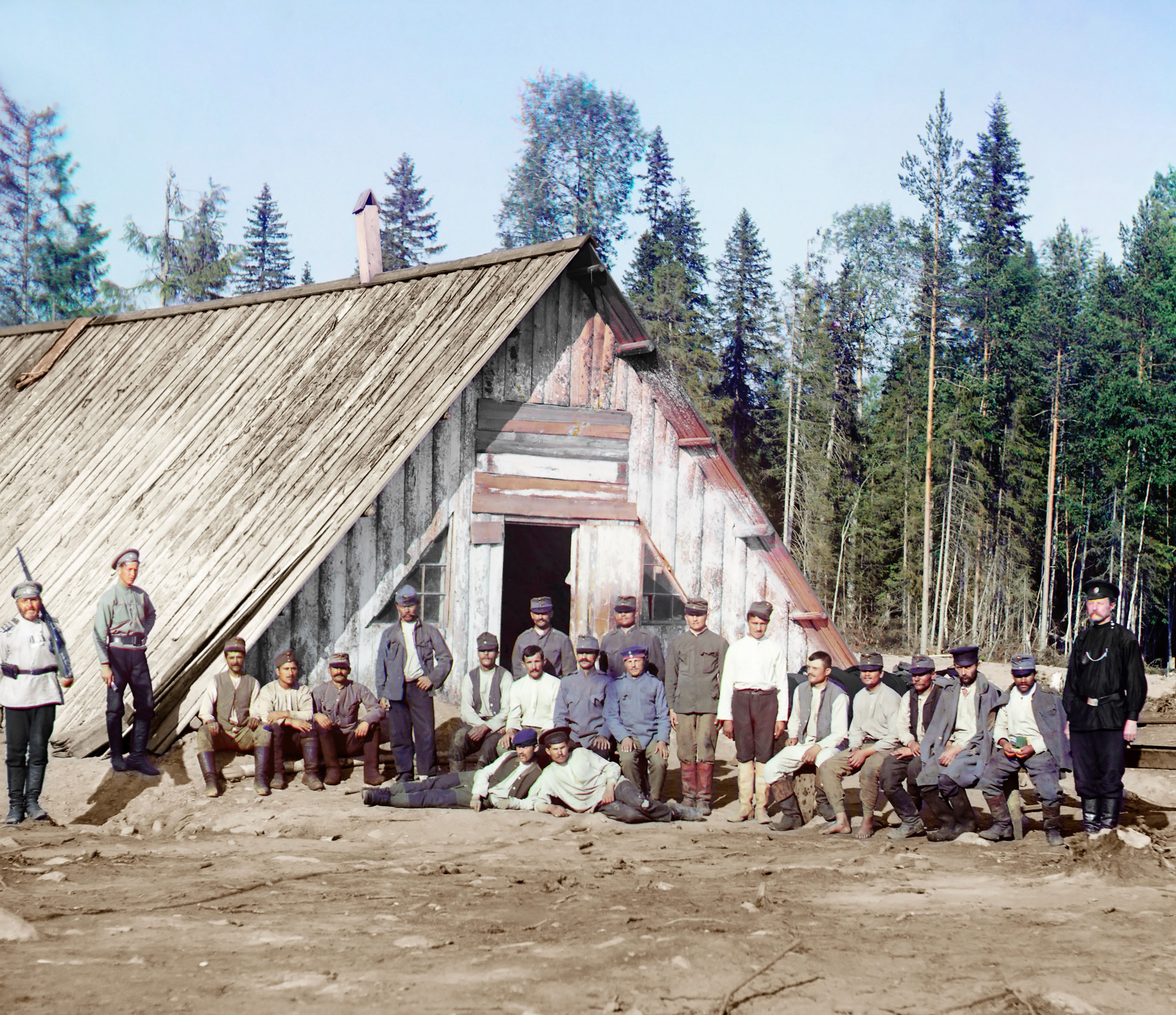
Osztrák–magyar hadifoglyok Oroszországban. Fényképezte: Szergej Mihajlovics Prokugyin-Gorszkij, 1915

1927-ben a Hadtörténelmi Levéltár munkatársai megpróbálták felbecsülni a történelmi Magyarország háborús emberveszteségét. E szerint a számadatok a következőképpen alakultak: az 5,5 millió hadköteles személyből 3 581 000 katona vonult be (ugyanakkor nem mindegyikük vett részt harci tevékenységben). A fenti számból 524 000 épségben hazatért, 833 000 fogságba esett. 1 492 000 katona sebesült meg és 530 965 személy halt hősi halált. A háború végén 15 hadosztály maradt harcképes, melyeket Károlyi Mihály kormánya nem tartott tovább fegyverben. Más források szerint 660 821 fő halt meg. További veszteséget okoztak a katonaságot és a civil lakosságot egyaránt sújtó spanyolnátha- és tífuszjárványok és az éhínség. Bár osztrák és magyar városokat több esetben értek olasz légitámadások, ezek a kor technológiája miatt kevés kárral jártak.
Magyarország első világháborús veszteséglistájának szomorú részét képezték a magyar hadifoglyok százezrei, akik nem minden esetben megoldott élelmezési és egészségügyi feltételekkel és időnként ellenséges érzületű államhatalommal néztek szembe. A szerb fogságba esett, majd Szerbián és Albánián végigvonultatott magyar hadifoglyok vesztesége nem volt elhanyagolható, emellett még az Oroszországban tartózkodó magyar katonák voltak nehéz helyzetben, akik részint a közlekedési vonalak szétzilálódása és a polgárháborús helyzet, részben a bolsevik kormány magatartása miatt nem térhettek haza a fogságból. A szovjet-orosz kormány – válaszul az 1920-as népbiztos-perekre – magyar hadifogoly tiszteket vett őrizetbe, és csak a Tanácsköztársaságot működtető személyek szabadon bocsátásáért cserébe engedélyezte hazatérésüket.

### Területi következmények

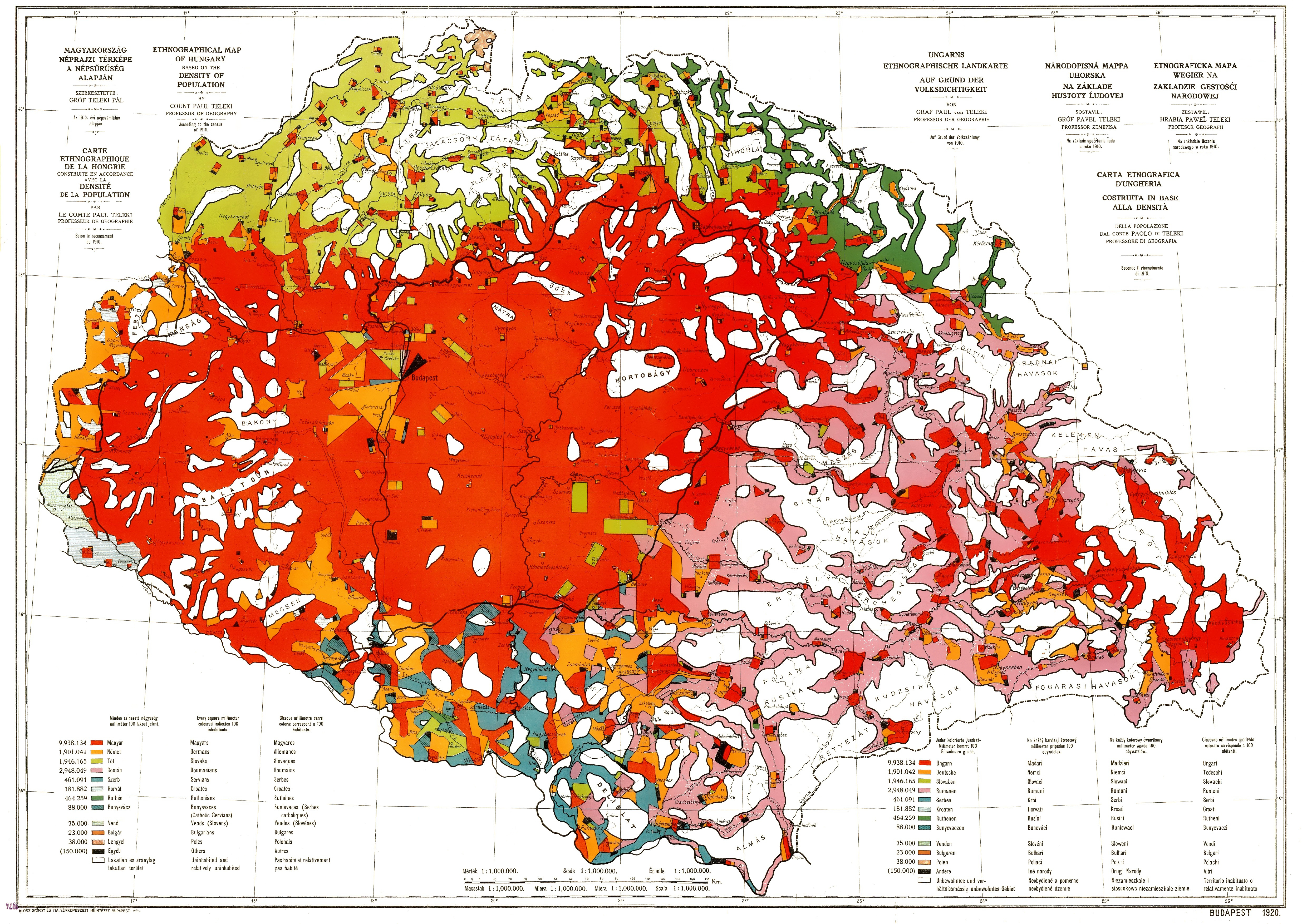
Teleki Pál miniszterelnök, földrajztudós híres, ún. „vörös térkép”-e, Magyarország 1910-es népességének nemzetiségek szerinti eloszlásáról.
A világ egyik első olyan térképe, amelyen a népesség nemzetiségek szerinti eloszlását a népsűrűség figyelembevételével ábrázolták.
Magyarok
Németek
Szlovákok
Ruszinok
Románok
Horvátok

A trianoni békediktátum következtében Erdély, a Partium és a Temesköz keleti fele Romániához került 103 093 km², a Magyar Királyság 31,78%-a lett Románia része, nagyobb terület, mint a megmaradt Magyarország. Románia további területekre is igényt tartott, a Tiszántúlon katonai közigazgatást vezetett be, a megszálló román csapatok csak 1920 márciusában vonultak ki Magyarország tiszántúli területeiről. Horvátország, Szlavónia, a Szerémség, a Bánság nyugati része, Bácska, a Drávaköz, a Muraköz és a Muravidék Szerbiához került. A megerősödő délszláv állam azonban a belgrádi egyezmény (1918) során szerb megszállás alá került Baranya vármegye egészére is igényt formált, így alakult meg 1921-ben a tiszavirág-életű Baranya–bajai Szerb–Magyar Köztársaság. Északon a főleg ruszinok által lakott Kárpátalja, a főként szlovákok lakta Felvidék és a szinte csak magyarok lakta Csallóköz, együttesen mintegy 61 633 km² Csehszlovákia része lett. Egy nyugati területsáv Burgenland néven Ausztria része lett. Fiume városát Olaszország szerezte meg, kisebb szepességi és Árva megyei területek Lengyelországhoz kerültek.
A békeszerződés eredményeképp a 325 411 km² összterületű Magyar Királyság elveszítette területének több mint kétharmadát (az ország Horvátország nélküli területe 282 870 km²-ről 92 963 km²-re csökkent), lakosságának több mint a felét, az 1910-ben még 20 886 487 fős ország lakossága 7 615 117 főre esett vissza. A korabeli magyar közvélekedést jól tükrözte Bethlen István nyilatkozata: „Mi nem tartományokat vesztettünk el. Bennünket földaraboltak. A mi esetünk nem Elzász-Lotharingia esete. A miénk Lengyelország esete. Németország lemondhatott egy tartománytól, de mi fajunk egyharmadáról örök időkre le nem mondhatunk.”

### Katonai következmények

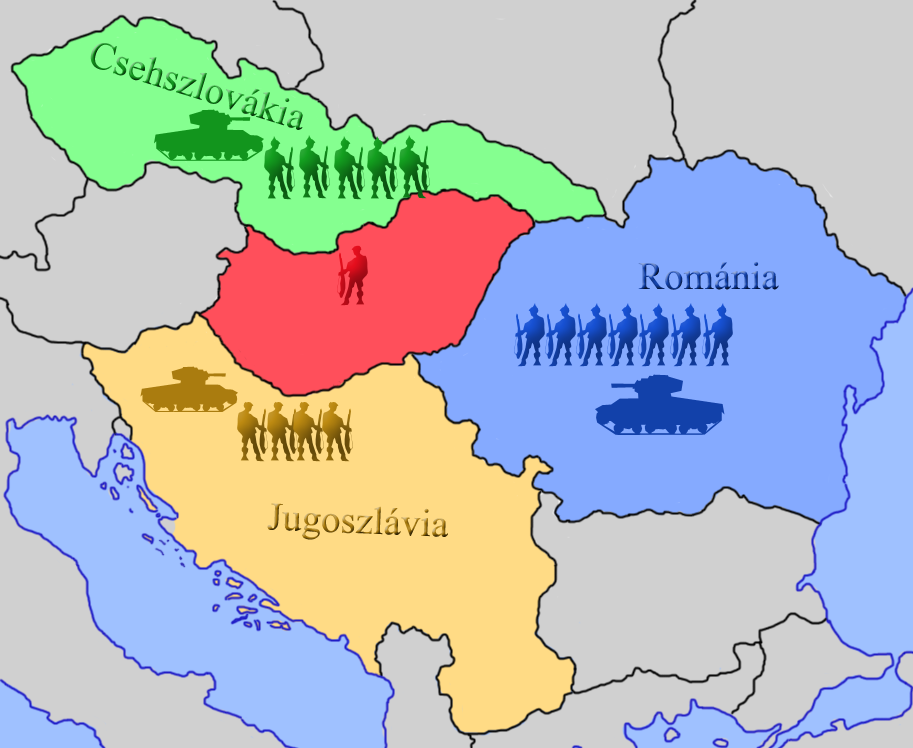
Magyarország és a kisantant haderőinek mérete és felszereltsége az 1920-as években

Az 1920. június 4-én aláírt trianoni békeszerződés nemcsak az ország területét szaggatta szét, hanem a haderejét is. A hadseregre vonatkozó rendelkezéseket az 5. fejezetben helyezték el, precíz táblázatokban határozták meg a haderő nagyságát. A fegyveres erők összlétszámát 35 ezer főben határozták meg, emellett megtiltották az általános védkötelezettséget (azaz a hadsereg csak önkéntes alapon szerveződhetett). A tisztikar és a legénység arányát is meghatározták: 1750 tiszt és 1313 altiszt volt kinevezhető.
A fegyvernemek közül csak a gyalogságot és a tüzérséget engedélyezték, jelentős korlátozásokkal: meghatározták a fegyverek és a tárolható lőszer mennyiségét. Páncélos és légi egységek felállítását, illetve gyártását nem engedélyezték, a flottát három folyami naszádra korlátozták. A rendelkezések végrehajtását a Szövetséges Katonai Ellenőrző Bizottság ellenőrizte. A gazdasági helyzet és Bizottság jelenléte 1927. március 31-ig nem tette lehetővé a hadsereg fejlesztését. Az ország védelméhez szükséges fegyveres erőt ezekben az években az úgynevezett „rejtett alakulatok” biztosították: a belügyi illetve a pénzügyi tárcához tartozó vámőrség, csendőrség, határőrség, folyamőrség és a rendőrtartalékok. Magyarország az 1920-as évek végétől titokban olasz segítséggel kezdte el az újrafegyverkezést, majd az 1938-as bledi egyezmény és a győri program lehetővé tette a magyar hadiipar kiépítését.

### Külpolitikai következmények
Az első világháború következményeként Magyarország nemzetközileg elszigetelődött, négy szomszédja közül egyedül Ausztriával nem voltak nagyobb ellentétei. A háborút követően Csehszlovákia, Jugoszlávia és a Román Királyság részvételével megalakult a kisantant, amelynek legfőbb célja a Párizs környéki békék rendszerének fenntartása volt. A kifejezés maga egy magyar újságírótól ered, aki „apró antant”-nak nevezte a szövetséget.
A Magyarországot gazdasági és diplomáciai szempontból egyaránt elszigetelő kisantant többször gyakorolt katonai-politikai nyomást Magyarországra: először IV. Károly visszatérési kísérleteikor (mely a Habsburg-ház visszatérésével fenyegetett) rendelt el a kisantant mozgósítást. 1928-ban a szentgotthárdi fegyverszállítási botrány miatt a kisantant a sajtón és a Népszövetségen keresztül támadta a magyar politikát. 1934-ben a magyar–jugoszláv határon háborús felvonulás kezdődött, mivel a Marseille-ben I. Sándor jugoszláv király és Barthou francia külügyminiszter megölésével végződött merénylettel Magyarországot gyanúsították. A merénylet megszakította a magyar–jugoszláv közeledést és hozzájárult Magyarország külpolitikai mozgáskörének beszűküléséhez.

### Belpolitikai következmények
Az első világháborút Európa számos országában baloldali és nacionalista tömegmozgalmak kísérték. A frontról visszatérő katonák és elégedetlenkedő civilek forrongásai több államforma- és rezsimváltással jártak együtt, mint az 1918. októberi őszirózsás forradalom, míg a Magyarországi Tanácsköztársaság esetében megkérdőjelezik a hatalomátvétel támogatottságát. A háború és a forradalmak hosszú távú hatásai közé sorolható még a hivatásos katonatisztek politikai életbe való bekapcsolódása. A magyarországi antiszemitizmus megerősödése azonban nemcsak a forradalmak következménye volt: a zsidóság csekélyebb harctéri vesztesége – mely társadalomtörténeti tényezőkre és magára a közös hadsereg összetételére volt visszavezethető – és a Galíciából érkező menekültek a zsidóellenes hangokat növelték. Az 1919–1920-ban hatalomra kerülő ellenforradalmi, jobboldali rendszer az előző két forradalommal szemben határozta meg önmagát, ugyanakkor Tisza István liberális konzervativizmusától is eltért. Magyarország 1919–1945 közötti történelmének korábbi sommás elítélésével szemben azonban figyelembe kell vennünk, hogy a Károlyi-kormánytól sem állt távol az erőszakos rendteremtés, másfelől Európa más részein nagyobb méreteket ölthetett a zűrzavar és a politikai erők közötti kölcsönös megtorlás. Bár formálisan újra királyság lett az ország államformája, de az ország élén a kormányzó állt; ezt a tisztséget Horthy Miklós töltötte be egészen 1944-ig. A magyar belpolitikai élet az 1920-as években Bethlen István miniszterelnöksége alatt konszolidálódott. A korlátozott parlamentáris demokrácia konzervatív ideológiáját Szekfű Gyula Három nemzedék című munkájában találhatjuk.

## Az első világháború értékelése és emlékezete

### Magyarország első világháborús szerepének megítélése
A dualizmus kori magyar politikai elitnek az első világháború kirobbanásában és hosszú távon Magyarország összeroppanásában játszott szerepe nem annyira történelmi, hanem politikai viták tárgya. Az Osztrák–Magyar Monarchia és azon belül Magyarország harcát két oldalról ítélték el: egyfelől a háborúban győztes antanthatalmak képviselői a központi hatalmakat nyilvánították a háború felelőseivé (a békeszerződések megszövegezésében is), másfelől a nemzetközi marxista baloldal – melynek nézete az 1945 utáni időben a magyar történelmi diskurzust is meghatározta – az első világháborút igazságtalan, imperialista konfliktusként írta le.
Sokan személy szerint gróf Tisza István miniszterelnököt tették felelőssé Magyarországnak a dualizmus és a német szövetség melletti elköteleződéséért, míg a másik vele szemben felmerülő kritika szerint a világháborúba való bekapcsolódás is Tisza felelőssége. Tiszának a Német Birodalommal való szövetséget választó külpolitikája utólag valóban elhibázottnak tűnhet, azonban a századforduló utáni orosz törekvések Magyarország területi integritását fenyegették, míg Németország a kortársak nézőpontjából Európa legerősebb nagyhatalmának számított.
A Ferenc Ferdinánd ellen elkövetett merénylet után, 1914 júliusában nyilvánvaló volt, hogy Bécs nem mond le a Szerbia elleni támadásról, melyhez Tisza csak annyit tudott hozzátenni, hogy július 14-én feltételül szabta: a Monarchia jelentse ki előre, hogy a Szerbia ellen indítandó akcióval jelentéktelen határkiigazításokon kívül szerb területek megszerzésére nem törekszik. Charles Tisseyre, a francia parlament képviselője a háború kitörésének körülményeiről írott könyve szerint: „Tisza István volt az egyetlen vezető államférfi Európában, aki komolyan szót emelt a háború ellen.” A merényletet követő koronatanácson azonban azok az – akkor még osztráknak számító – nemzetiségi politikusok szavazták le, akiknek hazája később a győztes államok között szerepelt, és Magyarország háborús szerepének a világ közvéleménye előtti félreértelmezésében aktív szerepet játszottak. Tisza elítélte Szerbia annektálását, és Vilmos császárral is szembeszállva a szerbekkel kötendő különbéke mellett érvelt, míg Románia legyőzése és a bukaresti béke aláírása után csak stratégiai jelentőségű határmódosításokra került sor. Gróf Károlyi Mihály emlékiratai szerint: „1916 végén, amikor a harctereken a legjobban álltunk, sem Tisza Istvánnak, sem Magyarországnak nem voltak hódító szándékai.” Tisza a Monarchián belüli délszláv egységet, illetve a szlávokat az osztrákokkal és magyarokkal egyenrangú politikai entitássá emelő trialista megoldást mindvégig elutasította.
Különösen az antant és a nemzetiségek propagandájában terjedt el a Monarchia „népek börtöneként” való bemutatása. Az ilyen vélekedésekkel szemben a Monarchia jogállam volt, ahol a parlamentáris rendszerben nemzetiségi vezetők is szerepet kaphattak (több cseh és lengyel közös miniszteri tisztséget töltött be). A dualizmus korabeli liberális törvénykezéssel magyarázható, hogy a trónörököst meggyilkoló Gavrilo Princip 20 év, míg Friedrich Adler, Karl von Stürgkh osztrák miniszterelnök merénylője 18 év – az 1918-as változások fényében nem letöltött – börtönbüntetést kapott. Mai napig viták tárgya a Monarchia antantnak tett 1917-es békeajánlata és a birodalom lehetséges föderalista vagy trialista átalakítása. Emellett IV. Károly személyisége és politikája is kérdéseket vetett fel.

### Az első világháború emlékezete Magyarországon

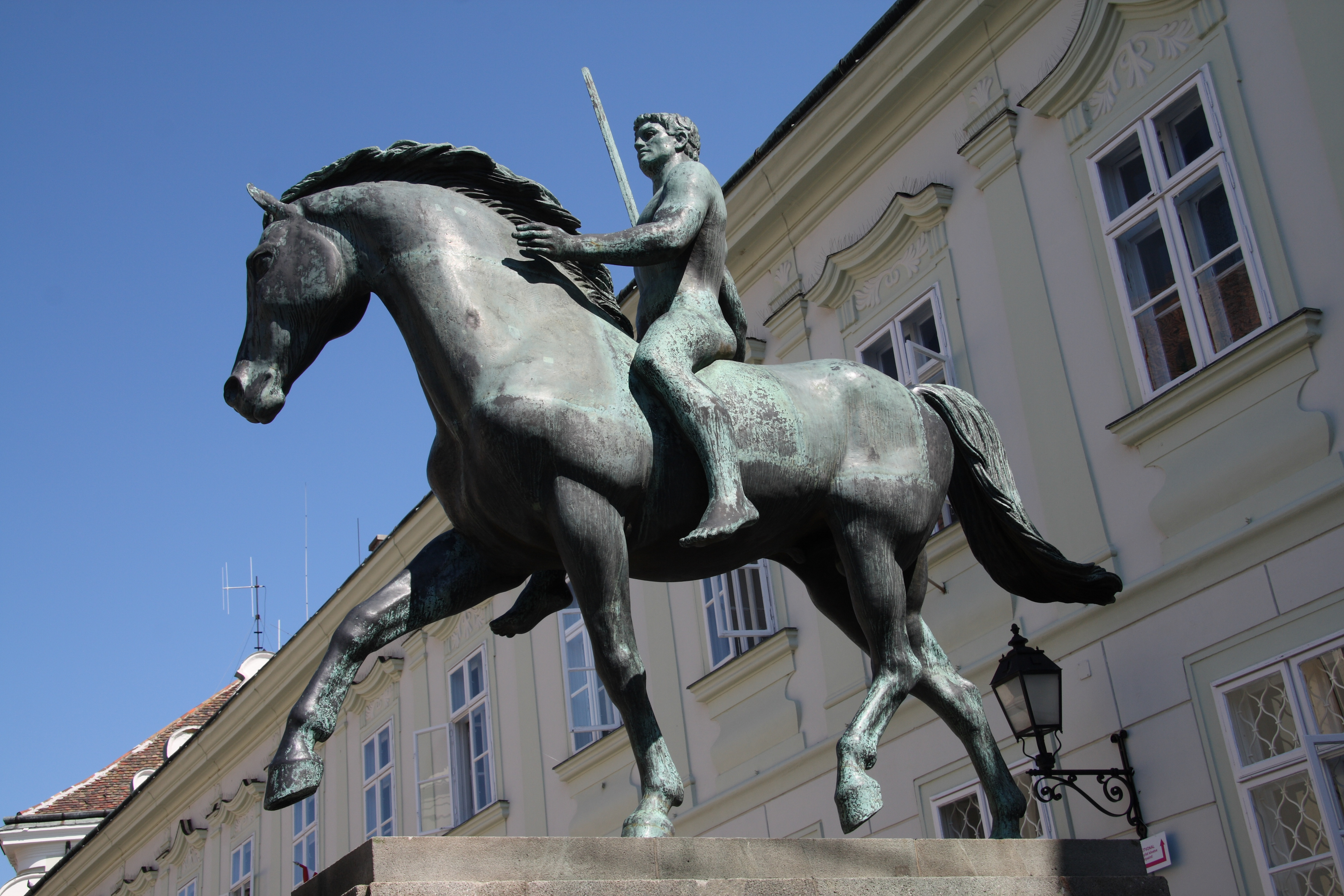
Tízes huszárok emlékműve Székesfehérváron, Pátzay Pál 1939-es alkotása

Az első világháború magyarországi emlékezete és forrásoltsága ellentmondásos. Egyfelől az 1920-as és az 1930-as években a legtöbb osztrák és magyar katonai vezető megjelentette háborús visszaemlékezését, nem kevés iratanyag és fond kutatása ellenben máig nem történt meg. A kérdés magyar vonatkozásainak feltárását sokszor nehezítette mind az osztrák és egyéb külföldi kutatóknak a magyar csapattestek háborús szerepéhez való közömbös hozzáállása, mind az 1945 utáni kommunista történetírás. Utóbbira sokszor volt jellemző a források figyelmen kívül hagyása és a szubjektivitás, példának okáért a cattarói matrózlázadást és annak „megtorlását” aránytalanul túlértékelték, míg a Császári és Királyi Haditengerészet felépítéséről és adriai harcairól a korban nem készült átfogó munka.
A közvélekedés az első világháborúra mint egy aránytalanul nagy emberveszteséggel leírható, különösen véres összecsapásra emlékezik, mely Európa-szerte általánosnak mondható (többek között a konfliktust győztesként befejező francia katonák „vérivónak” nevezték parancsnokaikat), és a fentiek jellemezték a művészeti életet is. Ady Endre az első világháború kitörését a magyarság tragédiájaként élte meg, „véres, szörnyű lakodalom” néven utalt a háború apokaliptikus pusztításaira. Az Adyval hazafias alapon szembeállított Gyóni Géza kezdetben a háborút dicsőítette, azonban fogságba esése után eljutott annak teljes tagadásáig. Más kérdés, hogy az 1945 utáni diskurzusokban – a heroikus áldozatvállalás és a több fronton aratott siker helyett – az első világháború háborúellenes, elítélő narratívája kapott helyet. Az első világháborút végigharcoló személyek, elsősorban tisztek megítélését kedvezőtlenül befolyásolta, hogy közülük sokan az ellenforradalmi, legitimista vagy fajvédő erők oldalán kapcsolódtak be a politikai életbe, illetve a második világháború magyar katonai elitje is az első világháborúban szocializálódott. A Horthy-rendszer egyoldalúan Magyarország áldozat-szerepét hangsúlyozó nézőpontja nem maradhatott fenn, mivel a magyarországi kommunista vezetőkre nem volt jellemző a környező „testvéri” országok nacionalizmusa.